# Liste der Kulturdenkmale in Möckmühl
In der Liste der Kulturdenkmale in Möckmühl sind Bau- und Kunstdenkmale der Stadt Möckmühl verzeichnet, die im „Verzeichnis der unbeweglichen Bau- und Kunstdenkmale und der zu prüfenden Objekte“ des Landesamts für Denkmalpflege Baden-Württemberg verzeichnet sind. Dieses Verzeichnis ist nicht öffentlich und kann nur bei „berechtigtem Interesse“ eingesehen werden. Die folgende Liste ist daher nicht vollständig.

Wappen von Möckmühl

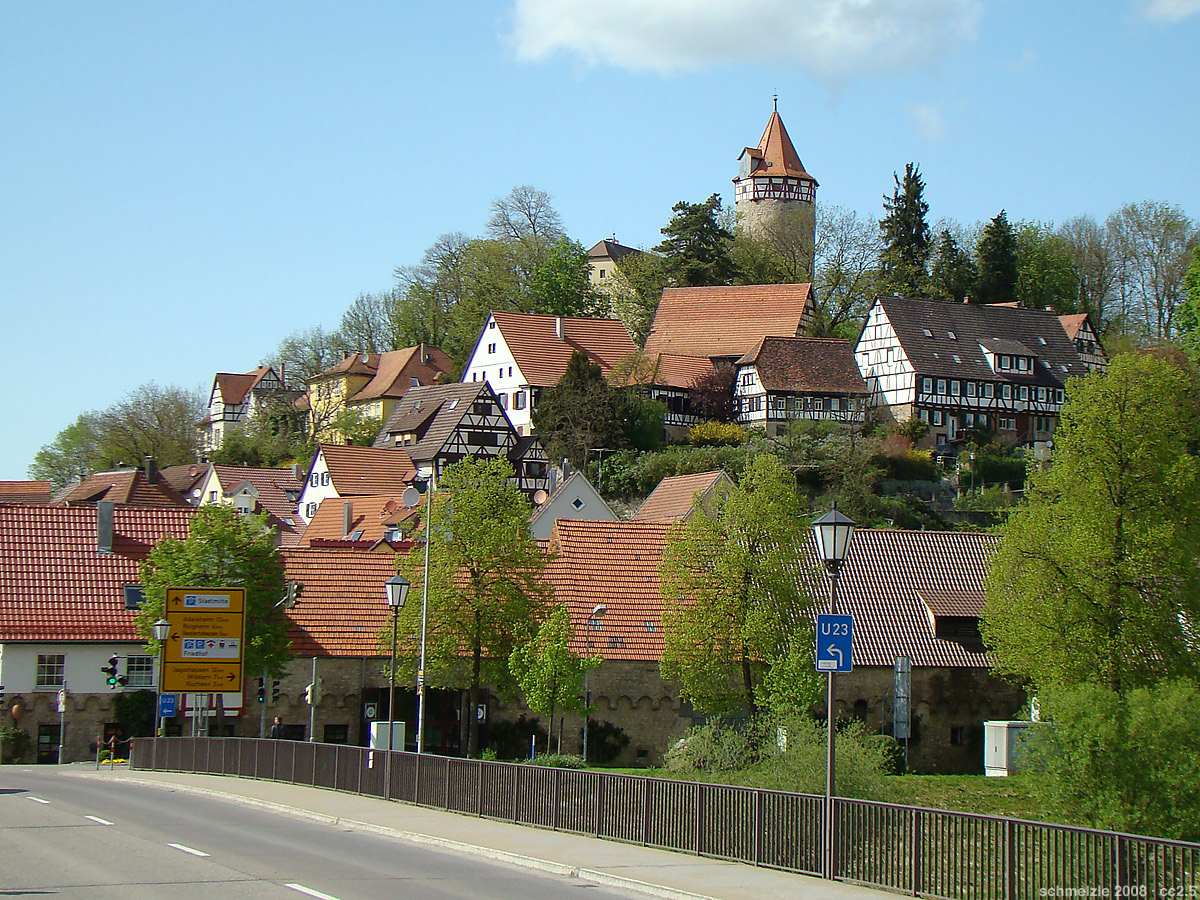
Der Schloßberg von Südosten, Ansicht 2008

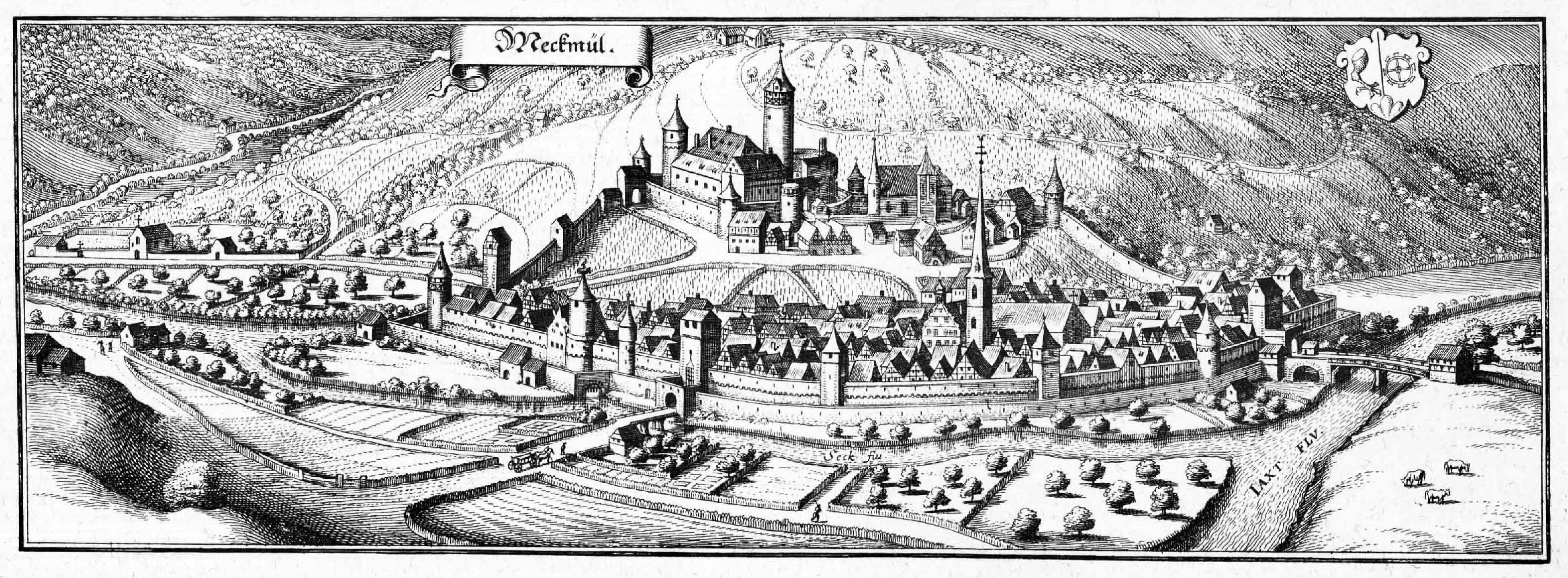
Ansicht Möckmühls von Merian 1640

## Möckmühl
Die Darstellung für Möckmühl beruht im Wesentlichen auf dem veröffentlichten Denkmalwerteplan. Die außerhalb der Innenstadt bestehenden Kulturdenkmale fehlen daher.

### Gesamtanlage Möckmühl
Die erst im späten Mittelalter aus einer ländlichen Siedlung und einer Burganlage gebildete Stadt Möckmühl zeichnet sich durch eine topographisch und genetisch bedingte Dreiteiligkeit aus. Be-
krönt wird der Ort von der auf einem Sporn sitzenden Götzenburg, um die sich der zwischen 1379 und 1558 bestehenden Stiftsbezirk mit zahlreichen Sonderbauten erstreckt. Die gärtnerisch genutzten Steilhangbereiche unterhalb bilden mit ihren Relikten des Weinbaus eine wertvolle Grünzone zur Talsiedlung. Mit der Hauptstraße als Leitlinie und den beiden zentralen Marktplätzen zeigt die
Talstadt eine typisch städtische Bebauung des 16. bis 18. Jahrhunderts, die in den Randbereichen zunehmend ackerbürgerlich und handwerklich geprägt ist.
Aufgrund seiner Bedeutung ist Möckmühl eine Gesamtanlage gemäß § 19 DSchG, an deren Erhaltung ein besonderes öffentliches Interesse besteht. Sie umfasst Schloss und Altstadt innerhalb der Stadtbefestigung.

### Sachgesamtheit Stadtbefestigung
| Bild           | Bezeichnung                                                          | Lage | Datierung                                                            | Beschreibung | ID |
| -------------- | -------------------------------------------------------------------- | --- | -------------------------------------------------------------------- | --- | -- |
| Weitere Bilder | Stadtmauer mit Türmen und Tor                                        | Hauptstraße, Kappelwörth, Keltergasse, Linsengasse, Mühlgasse, Roigheimer Straße, Schloßberg, Untere Gasse (Karte) | noch 13. Jahrhundert - um 1470                                       | Stadtmauer, die gesamte bürgerliche Stadt und den ehemaligen Stiftsbezirk mit Schlossanlage in Form eines unregelmäßigen Fünfeckes umgrenzend, unverputzte Bruchsteinmauer, überwiegend mit vorkragendem Rundbogenfries, im Kern vielleicht noch 13. Jahrhundert, heutige Gestalt bis etwa 1470 fertig gestellt, vier der fünf Tore sowie große Teile der Zwingermauer abgängig, ab 1975 umfassende Sanierung und Erneuerung der Stadtmauer mit weitgehend rekonstruiertem Ruchsener Tor (siehe Linsengasse 20), Türme ebenfalls teilweise rekonstruiert, mit Ausnahme des original erhaltenen Hexenturmes (siehe Hauptstraße 53). Die Stadtbefestigung ist ein Dokument der historischen Verteidigungstechnik und Rechtsdokument für die Stadtgeschichte. In ihr spiegelt sich der typische Umgang mit Stadtbefestigungen wider: von der schrittweisen Entfestigung im 19. Jahrhundert bis zur Herausarbeitung als Identifikationsmerkmal im Zuge der Altstadtsanierung in den 1970er Jahren. Geschützt nach §§ 28 (Sachgesamtheit) DSchG |    |
|                | Wohnhaus (Erhaltenswertes Gebäude)                                   | Hauptstraße 2 (Karte)                                                                                              | 18./19. Jahrhundert Gebäude, um 1470 Stadtmauerreste                 | Zweigeschossiger verputzter Fachwerkbau in Ecklage mit rückwärtigem Wirtschaftsteil (Scheune), Giebel und Zwerchhaus unverputzt, Satteldach, im Kern 18./19. Jahrhundert, nach Brand 1924 grundlegend erneuert, 1980 Einbau einer Töpferei, 1989 Sanierung, Ausbau des Dachgeschosses und Einbau von drei Öffnungen in die Stadtmauer; Kulturdenkmal gem. § 28 DSchG ist Stadtmauer, Teil der südöstlichen Traufwand des Anwesens, unverputzte Bruchsteinmauer mit angesetztem Rundbogenfries zum ehemaligen Wehrgang, im Kern um 1470. Das Fachwerkhaus direkt am ehemaligen Jagst-Tor hat vor allem städtebaulichen Wert für die Stadteingangssituation. Die Stadtmauer ist wesentlicher Teil der mittelalterlichen Stadtbefestigung und hat dokumentarischen Wert für den militärischen Ausbau der Verteidigungsanlagen im späten Mittelalter. Geschützt nach §§ 28 (Gebäudereste) DSchG | BW |
| Weitere Bilder | Wegturm (Wegtürmle), Bürgerturm oder Hexenturm                       | Hauptstraße 55 (Karte)                                                                                             | um 1470                                                              | Nordwestlicher Eckturm der Stadtbefestigung, Rundturm massiv aus Bruchsteinen mit Konsolen-Bogenfries, spitzbogige Pforte auf der Stadtseite, im Innern Wendeltreppe aus Sandstein, oktogonaler Fachwerkaufsatz mit flachem oktogonalem Zeltdach, heizbares Arrestlokal im Obergeschoss, an einem Inschriftenstein 1581 bezeichnet, im Kern wohl um 1470, Fachwerkaufsatz vor 1627 entstanden, 1950/52 Instandsetzung. Die Pforte des Turmes lag vor der erheblichen Auffüllung des Geländes in gut 3 Meter Höhe. Zwischen 1731 und 1751 ist der Turmunterbau als Gefängnis belegt. Erst seit dem Abbruch des Seckachtores im 19. Jahrhundert diente das Obergeschoss des „Hexenturmes“ als Arrestlokal. Als wichtiger Bestandteil der wohl um 1470 entstandenen Stadtmauer und als einziger nicht umfassend erneuerter Stadtturm hat der Hexenturm einen sehr hohen dokumentarischen Wert für die Geschichte der Stadtbefestigung. Geschützt nach §§ 28 (Gebäude) DSchG                                                                   |    |
|                | Ruchsener Tor (Tränktor, Eselstall)                                  | Linsengasse 20 (Karte)                                                                                             | um 1470, 1988/90 weitgehend neu                                      | Dreigeschossiges Stadttor, unverputzter Bruchsteinbau, Durchfahrt außen mit Rundbogentor und innen mit Korbbogentor, Obergeschosse mit Wohnungen, Satteldach, im Kern um 1470, 1988/90 weitgehend neu errichtet. Ursprünglich war das Stadttor eine Toranlage ohne Turm, doch spätestens im 17. Jahrhundert hatte man einen zweigeschossigen Fachwerkbau mit Satteldach aufgesetzt. 1634 wurde das Tor zugemauert; es führte damals nur ein Fußweg zu den angrenzenden Nutzflächen. Ein auf dem Turmstumpf im 19. Jahrhundert erbautes Wohnhaus und das ehemalige Torhaus Linsengasse 29 wurden 1988 abgebrochen, um die Toranlage nach Abbildungen von Meißner (1627) und Merian (1643) zu rekonstruieren. Das bis auf das überwölbte Torgeschoss rekonstruierte Stadttor veranschaulicht die Situation des 17. und 18. Jahrhunderts und hat mit dem mittelalterlichen Kern dokumentarischen Wert. Geschützt nach §§ 28 (Gebäude) DSchG                                                                                                   |    |
|                | Wohnhaus (Erhaltenswertes Gebäude) mit Stadtmauer und Treppenaufgang | Roigheimer Straße 2 (Karte)                                                                                        | um 1860, vor 1834 Treppe, um 1470 Stadtmauer                         | Zweigeschossige Wohnhaus, massiv und verputzt, Sockel unverputzt aus Quadersteinen, Türgewände mit profilierter Verdachung, Satteldach, um 1860 neu erbaut; Kulturdenkmal gem. § 28 DSchG ist die Stadtmauer, südlich des Anwesens angrenzend, im Kern um 1470, Treppenaufgang an der Mauer später, nach Urplan von 1834 damals wohl schon vorhanden. Das Wohnhaus wurde unmittelbar neben dem 1828 abgebrochenen Hinteren Tor im Bereich des Zwingers erbaut. Der Treppenaufgang führt als westlichster Fußweg innerhalb der Weinberge bis zum Schlossberg. Das ehemalige Wohnhaus veranschaulicht die Auflösung der Toranlagen im Verlauf des 19. Jahrhunderts und gehört zu den typischen Anwesen aus der zweiten Hälfte des 19. Jahrhunderts. Die Stadtmauer hat zusammen mit dem Treppenaufgang dokumentarischen Wert für den Ausbau der Verteidigungsanlagen im späten Mittelalter und der Neuzeit. Geschützt nach §§ 28 (Gebäude) DSchG                                                                                             | BW |
| Weitere Bilder | Burgbefestigung (Teil einer Sachgesamtheit)                          | Schloßberg 25 und 26, Befestigung (Karte)                                                                          | ab 1467                                                              | Um den Götzenturm und das Schloss besteht ein fünfeckiger Ringbefestigungsanlage: Burggraben, Eskarpenmauer teilweise mit Kasematte und fünf Türme, unverputztes Quader- und Bruchsteinmauerwerk, ab 1467 neu errichtet, Sanierung seit den 1980er Jahren; zur Sachgesamtheit (siehe Schlossberg 25/26) gehörig ist der südöstlich anschließende Schlosspark und die mauergefasste Schlossauffahrt mit Nischenbrunnen, ebenfalls dazugehörig die östlich der Burg anschließende Stadtbefestigung mit Graben, Zwinger, doppelter Mauer und Turm, gleichzeitig mit Burgbefestigung im ausgehenden 15. Jahrhundert erbaut. Die Burg bildet zusammen mit ihrer im späten Mittelalter festungsartig ausgebauten Umwehrung sowie der anschließenden Stadtbefestigung eine seltene fortifikatorische Einheit. Die Sachgesamtheit hat hohen dokumentarischen für Möckmühl als „Burgstadt“ und exemplarischen Wert für die stufenweise Entwicklung einer Burganlage seit dem Mittelalter. Geschützt nach §§ 28 (Gebäude) DSchG                      |    |
| Weitere Bilder | Schloss mit Götzenturm                                               | Schloßberg 25 und 26 (Karte)                                                                                       | Mitte des 13. Jahrhunderts, vor 1519 Turmaufsatz, 1902 Schlossneubau | Götzenturm, massiver Rundturm, etwa 25 Meter hoch, Bruchsteine unverputzt, achteckiger Fachwerkaufsatz, achteckiges Zeltdach, Massivteil Mitte des 13. Jahrhunderts als Bergfried erbaut, Aufsatz vor 1519; Schloss, zweigeschossiger verputzter Massivbau, Fassadengestaltung gotisierend, im Nordwesteck mittelalterlicher Turm integriert, Satteldach, 1902 über mittelalterlichem Keller nach Plänen das Neckarsulmer Oberamtsbaumeister G. Lell neu erbaut, 1945 Kriegsschäden, 1961 Entfernung des Zinnenkranzes (Turm) und neuer Turmhelm, ab 1984 Sanierung; zugehörig Befestigungsanlagen (siehe Burgbefestigung, Sachgesamtheit). Die Schlossanlage mit zwei mittelalterlichen Türmen, einer spätmittelalterlichen Burgbefestigung und einem gotisierenden Schlossneubau hat für die Geschichte der Stadt und ihre Fernansicht einen hohen dokumentarischen Wert. Zudem ist sie ein typisches Beispiel einer Burgerneuerung um 1900 (vgl. Wiederaufbaudiskussion Heidelberger Schloss). Geschützt nach §§ 2/28 (Gebäude) DSchG   |    |

- Reste der Stadtmauer, rekonstruierte Mauerteile und Türme

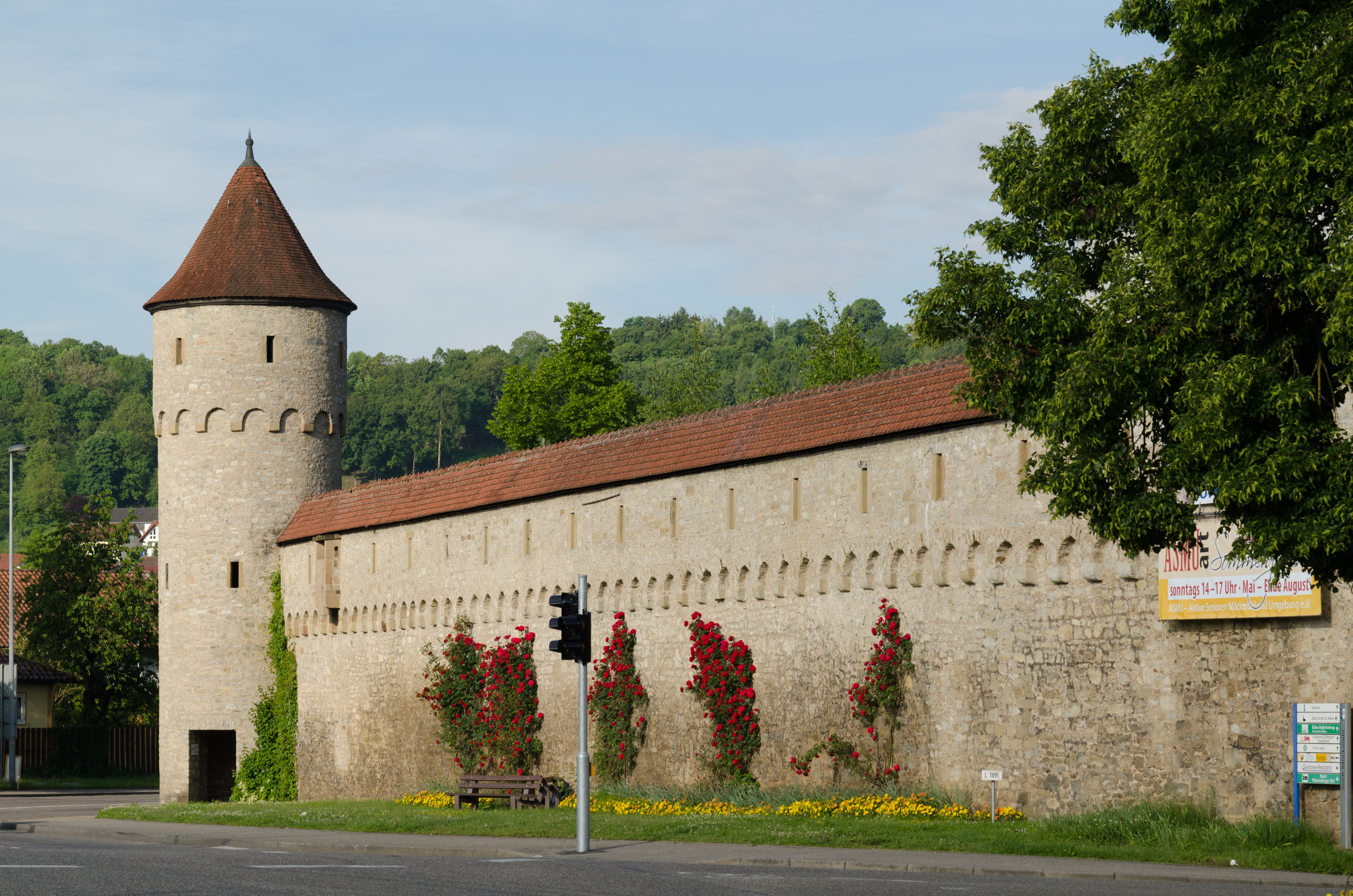
Rekonstruierte Stadtmauer Im Haag
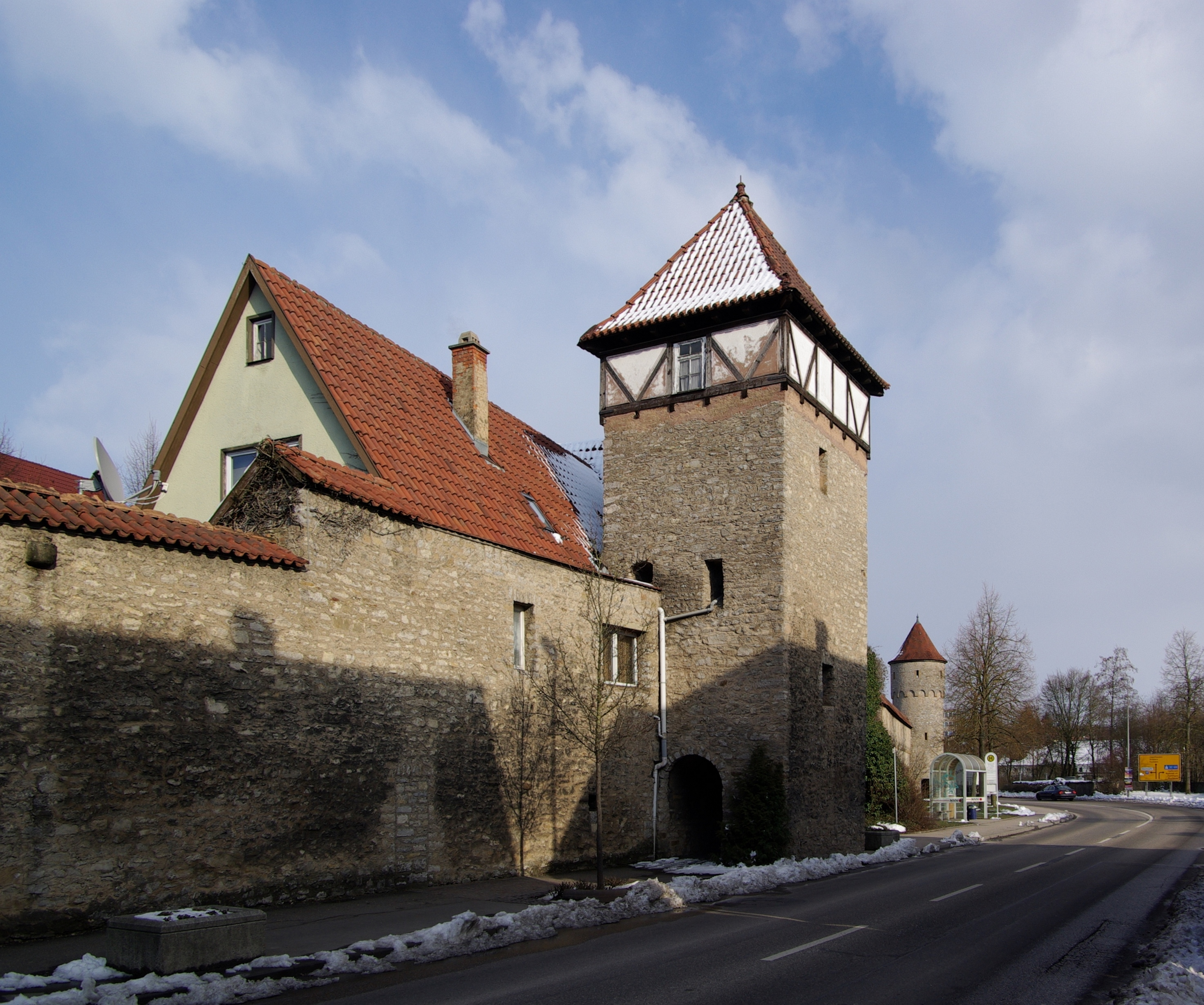
Rekonstruierte Stadtmauer mit Türmen
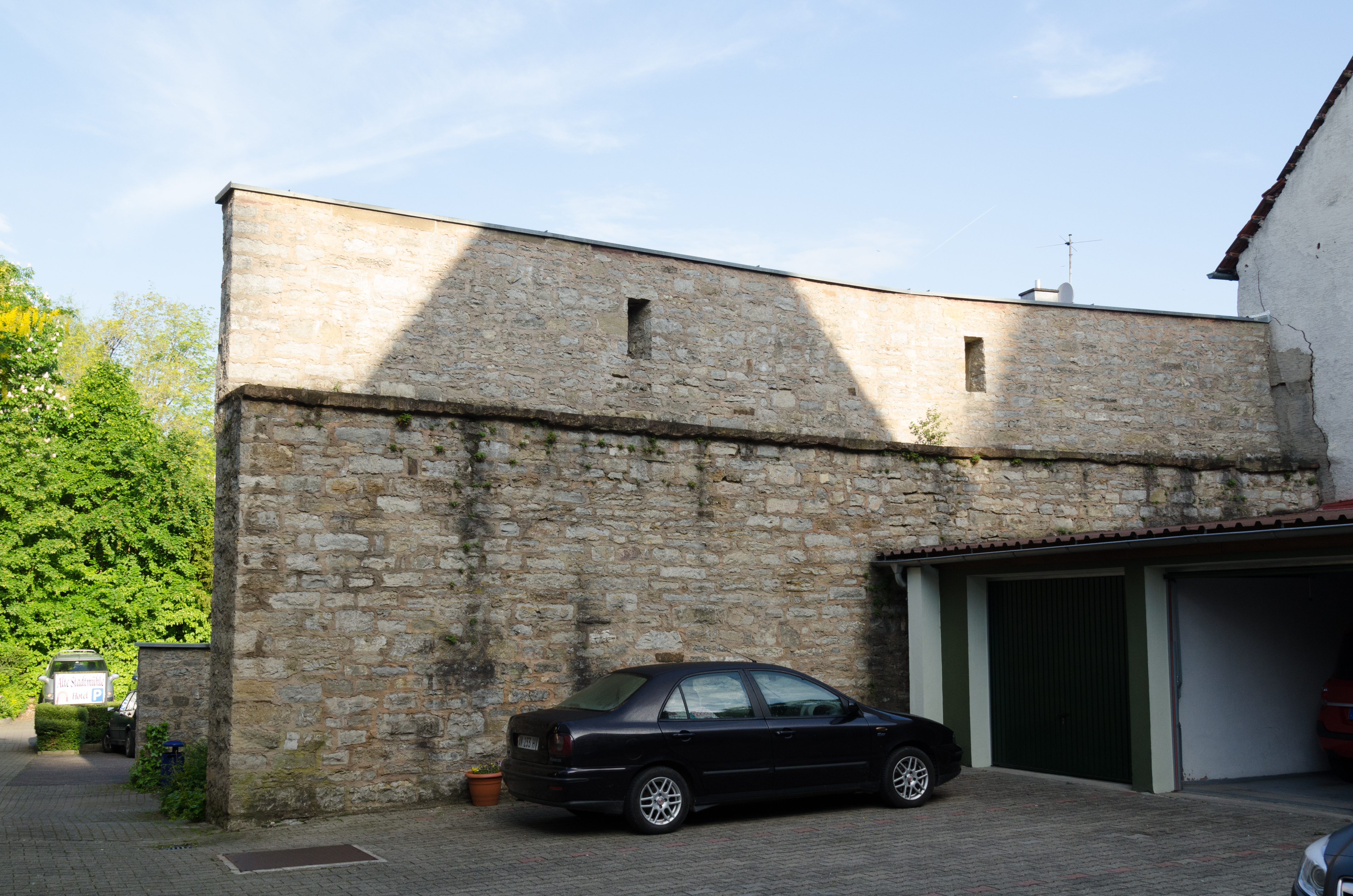
Stadtmauerrest an der Hauptstraße
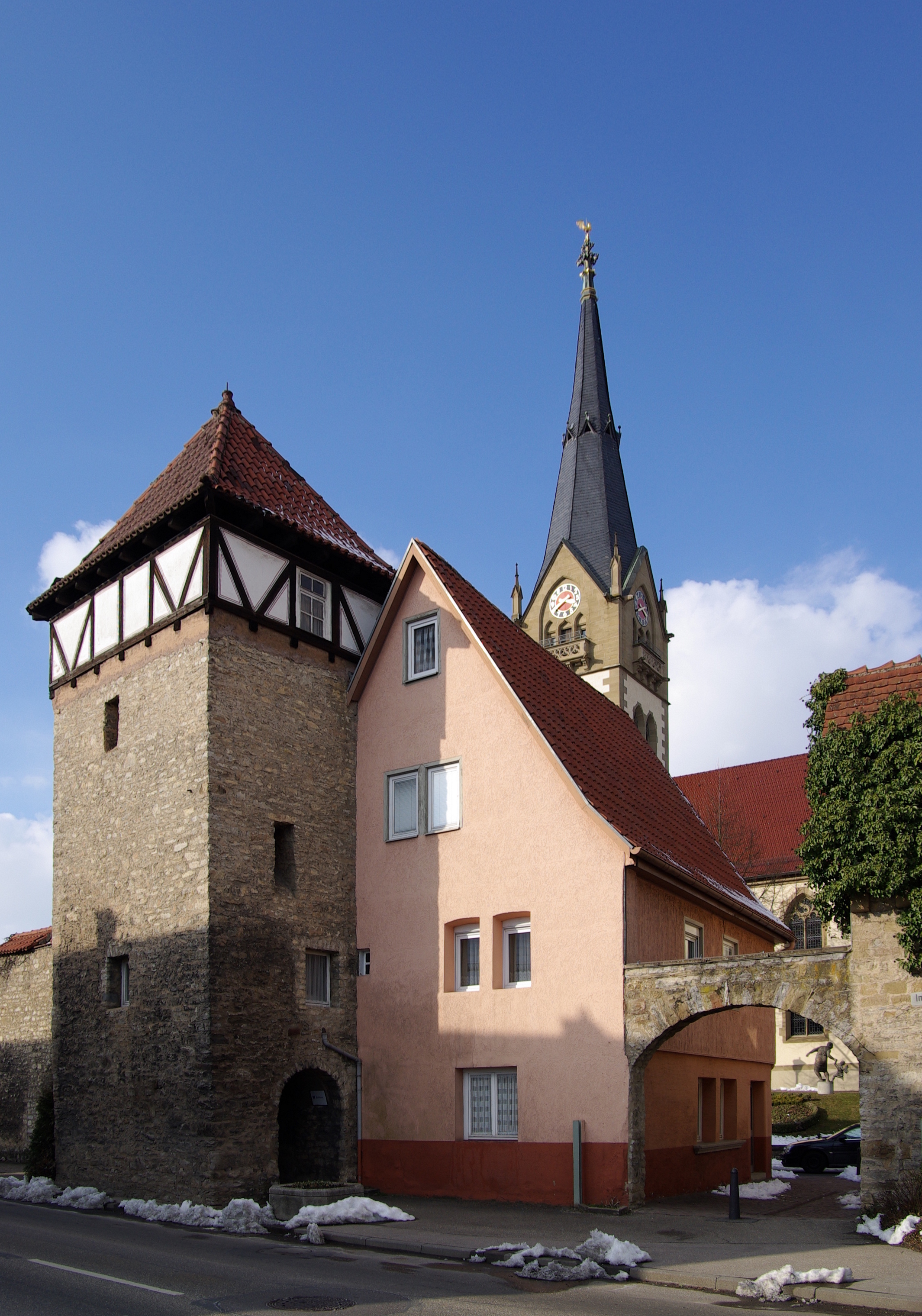
Turm und Stadtmauerreste
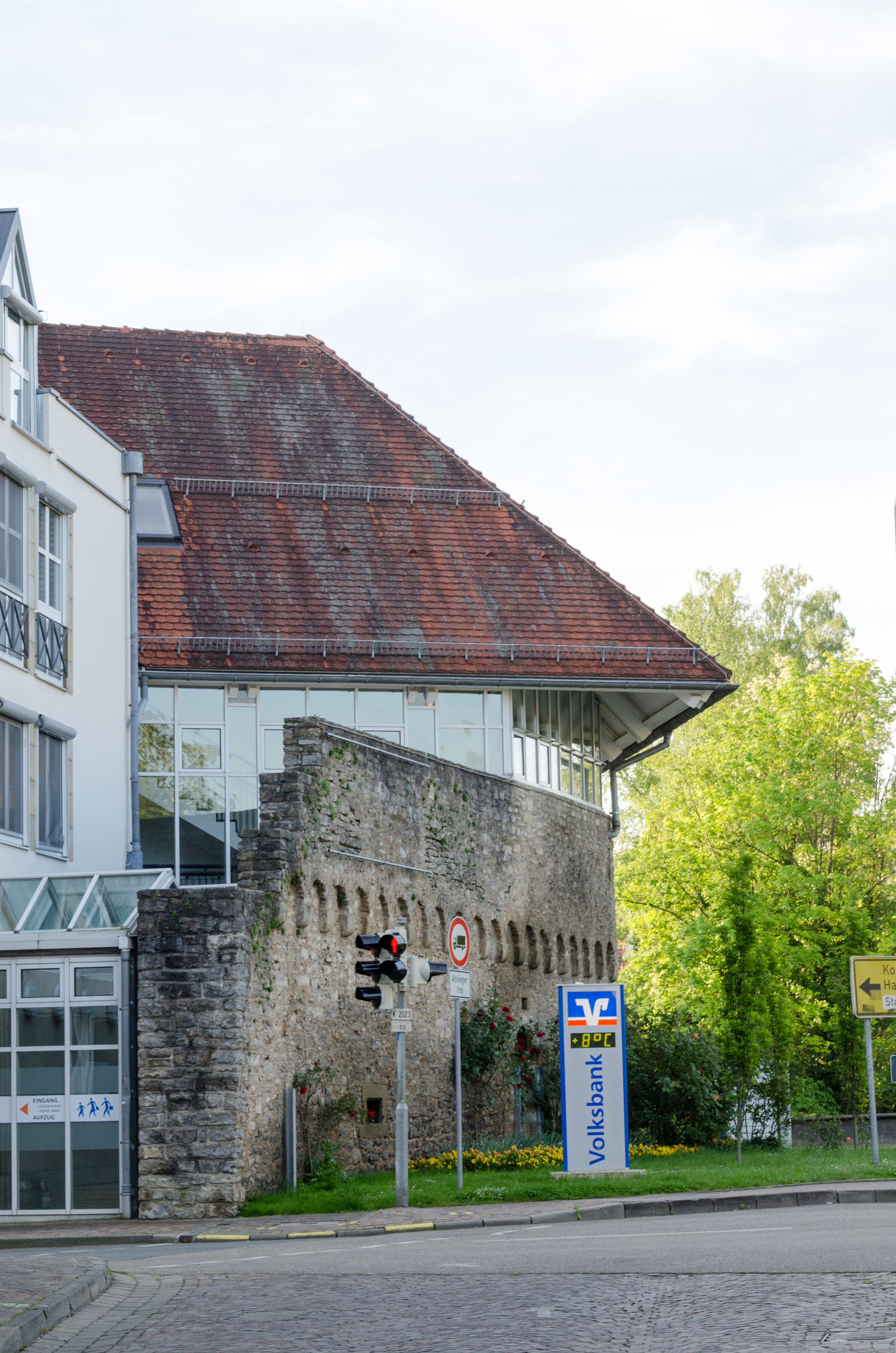
Stadtmauer an der Seckachtorgasse
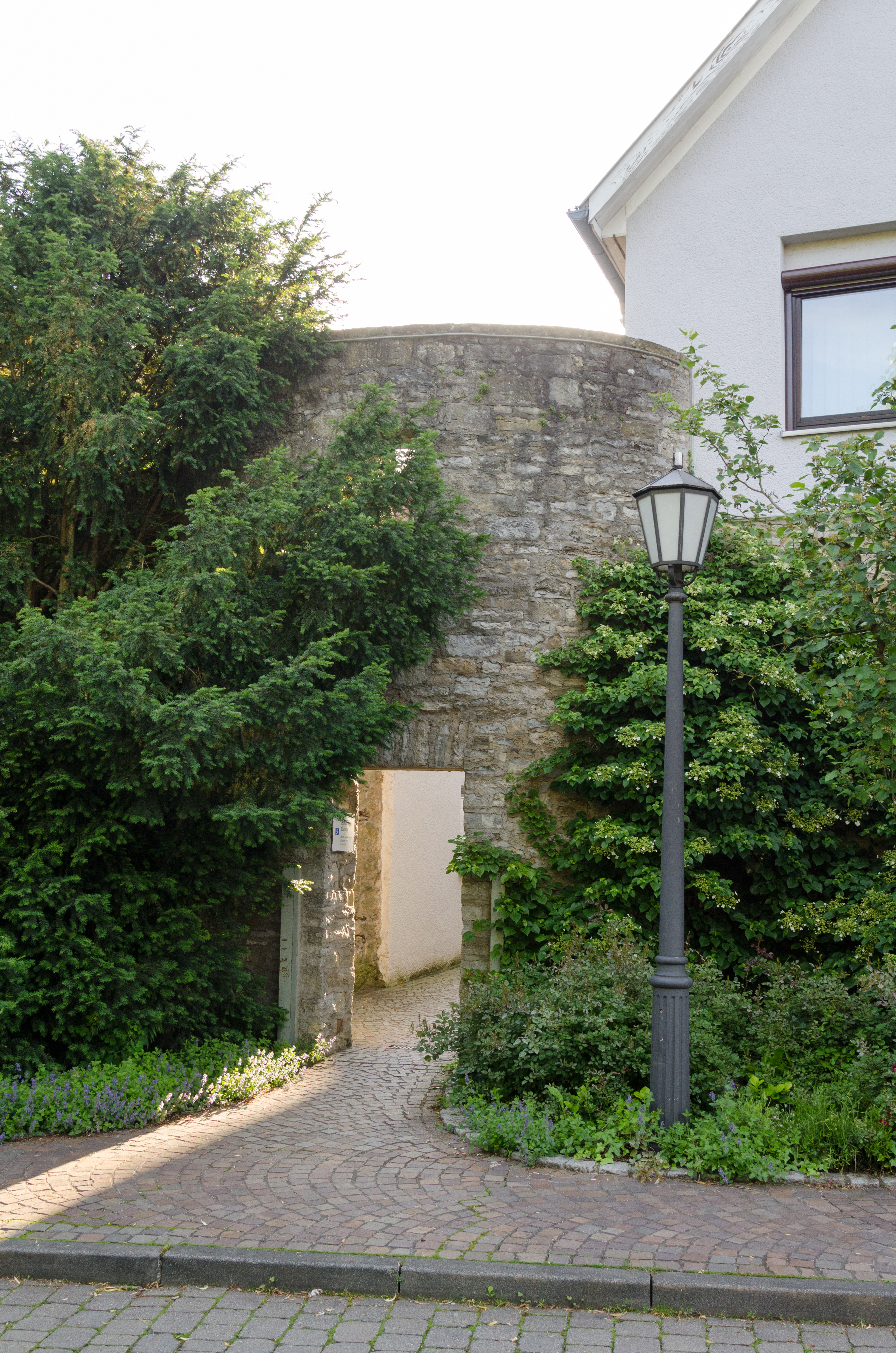
Batzentürmle
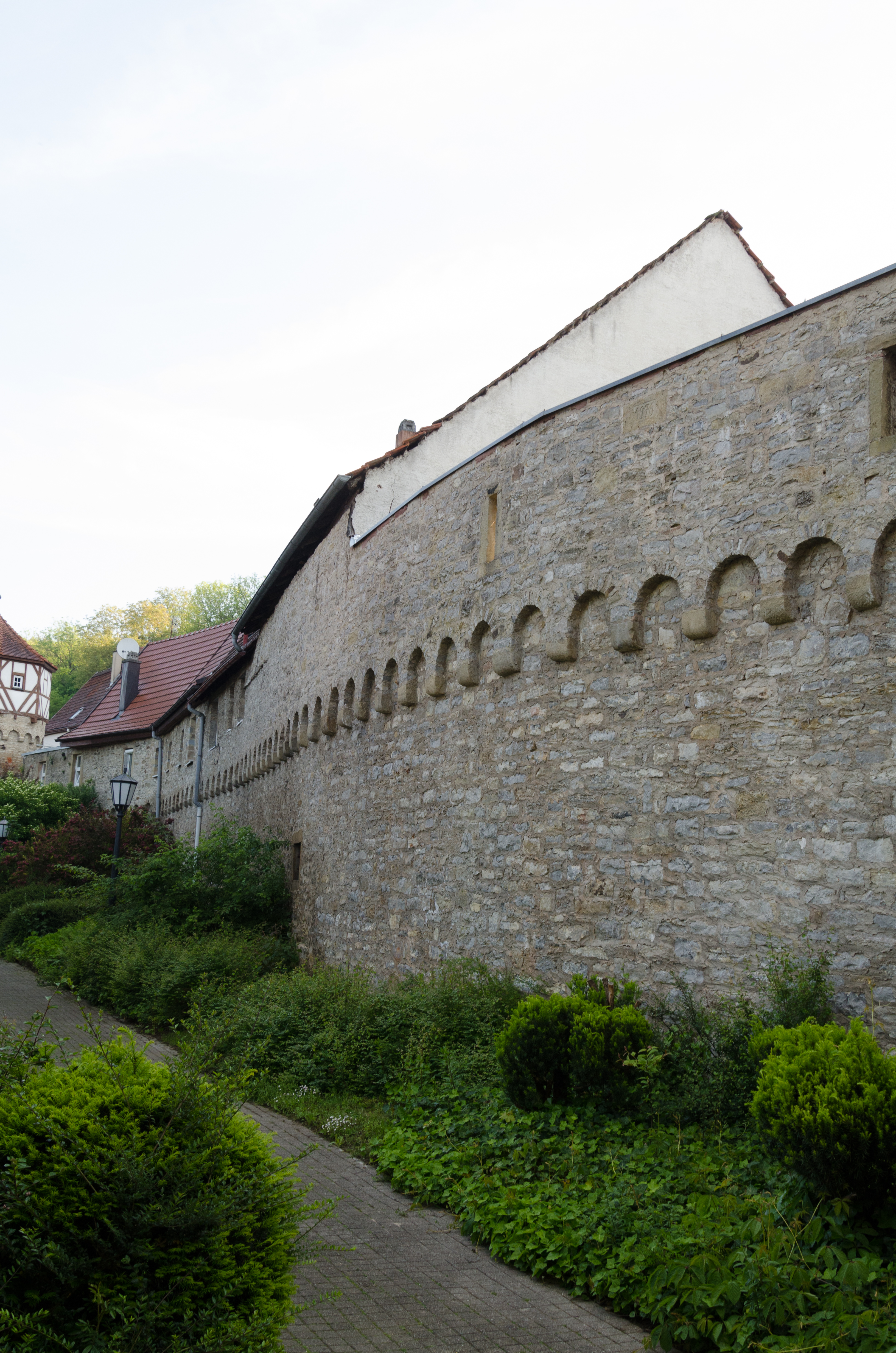
Stadtmauer bei der Hauptstraße
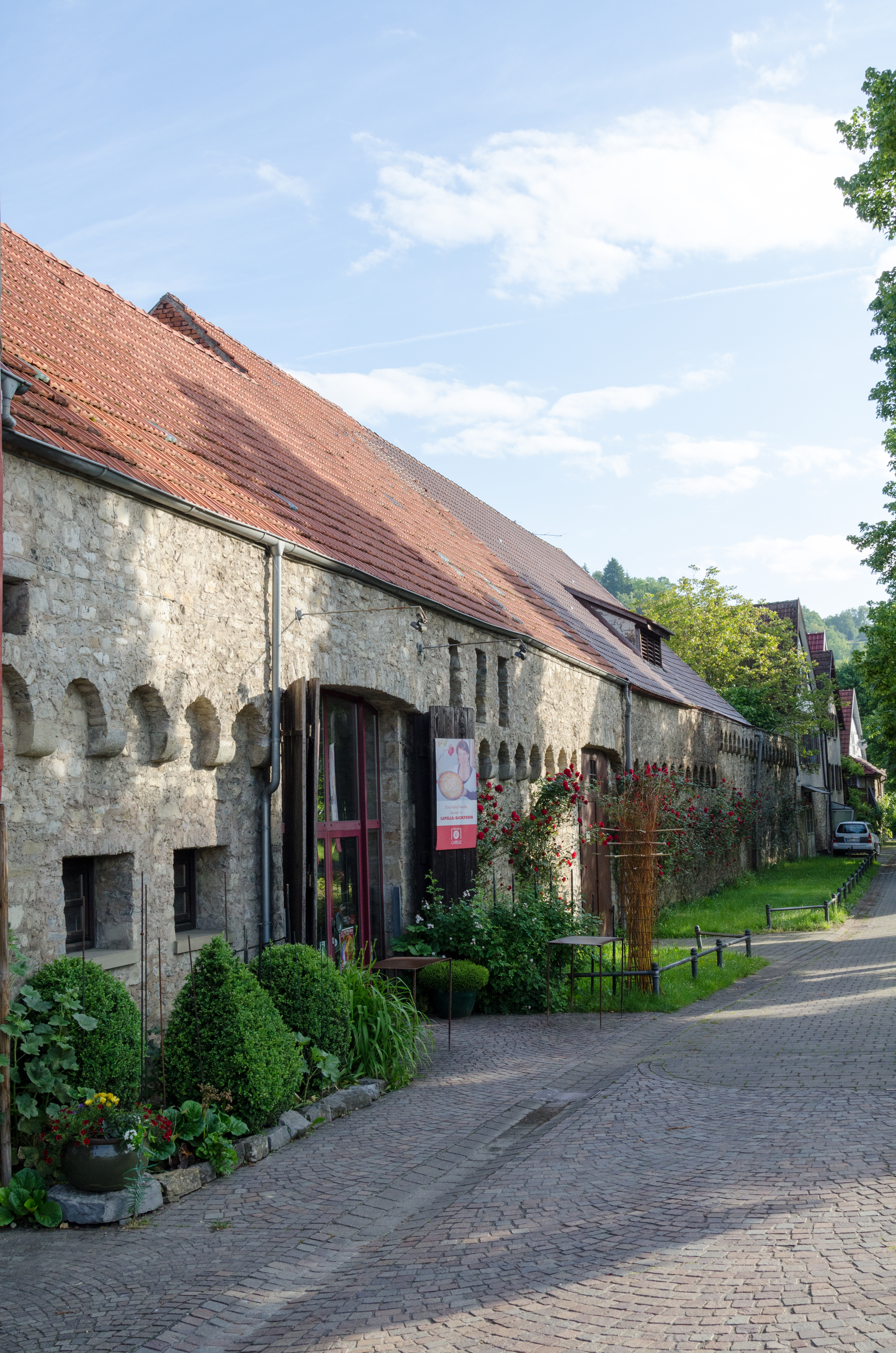
Stadtmauer am Hofbergweg
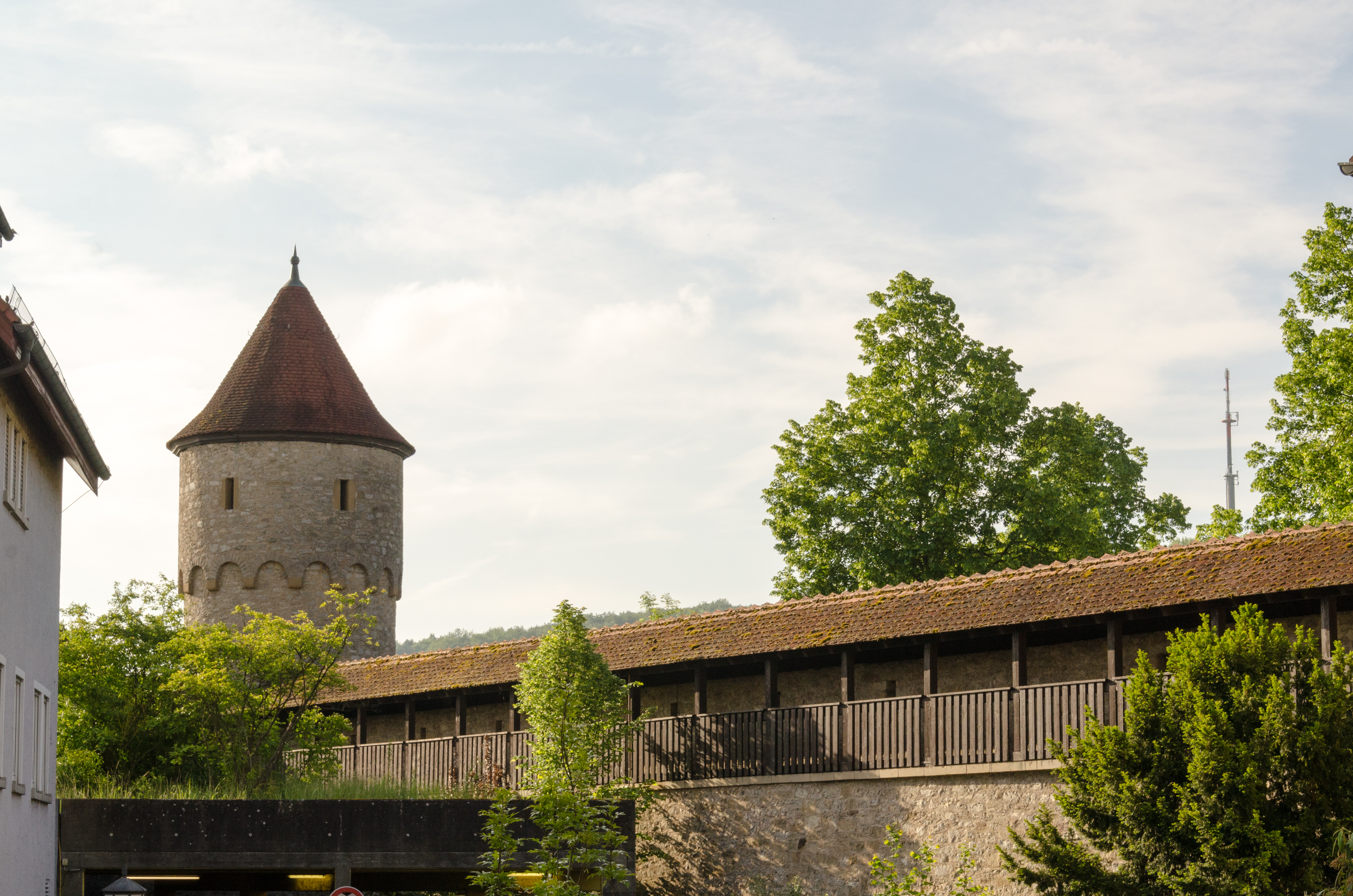
Rekonstruierte Stadtmauer Im Haag
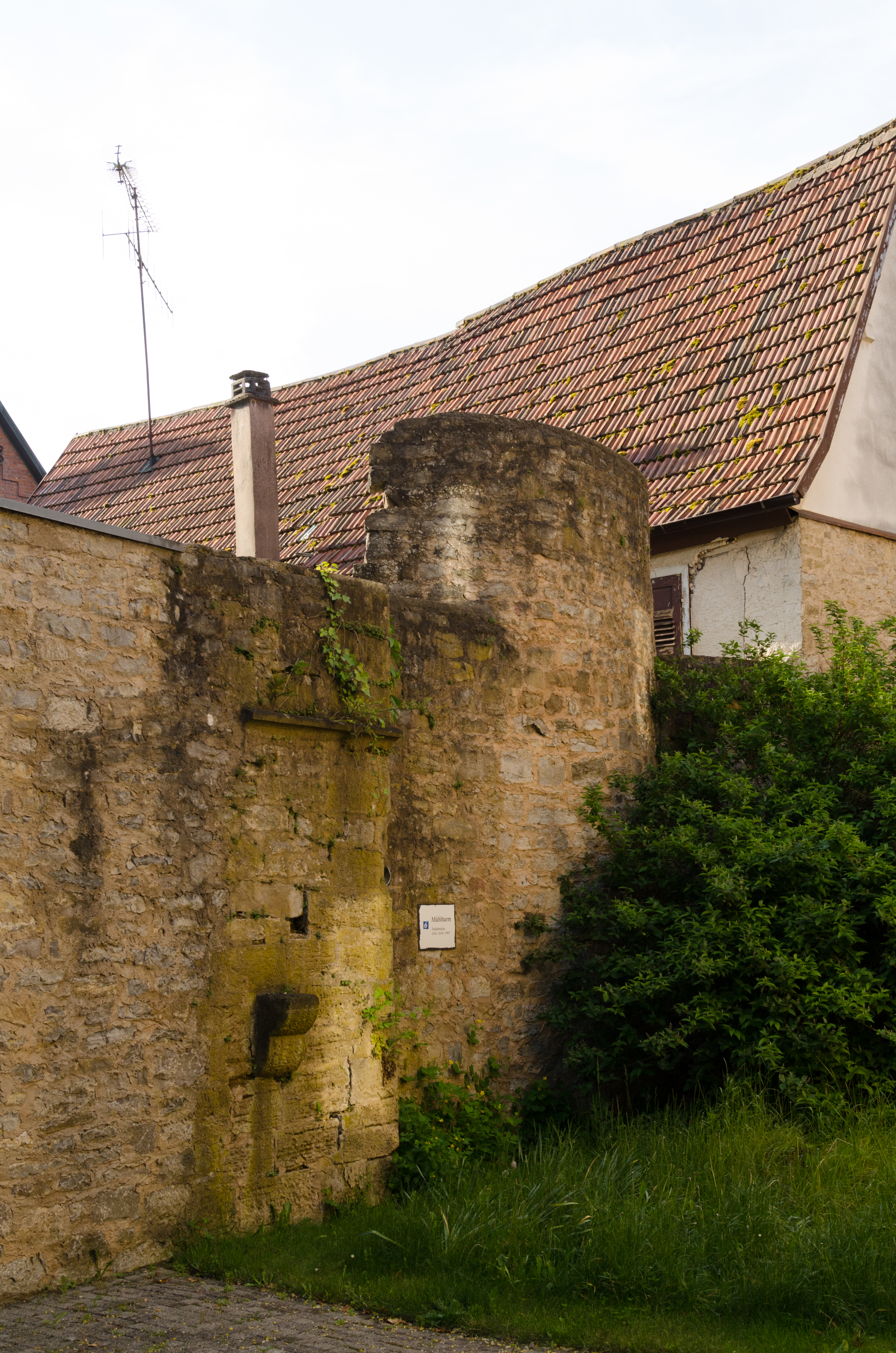
Mühlturmrest
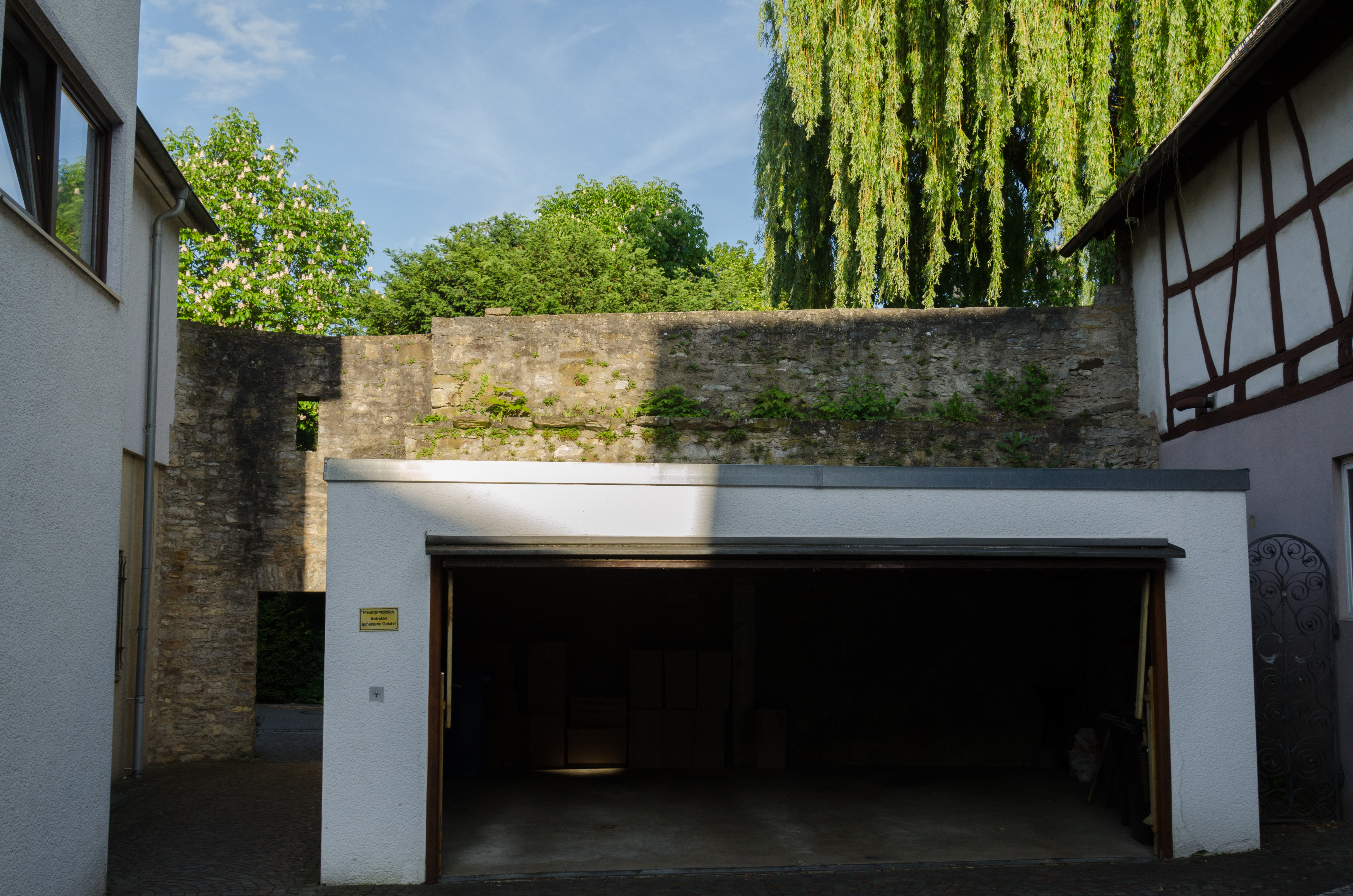
Stadtmauer Untere Gasse

### Altstadt Möckmühl
| Bild           | Bezeichnung                                                                        | Lage | Datierung                    | Beschreibung | ID |
| -------------- | ---------------------------------------------------------------------------------- | --- | ---------------------------- | --- | -- |
|                | Wohnhaus                                                                           | Eulenhof 2 (Karte) | noch mittelalterlich         | Zweigeschossiges verputztes Fachwerkhaus in Hanglage, Erdgeschoss massiv, Türgewände mit Korbbogen, Westgiebel mit Knaggen stark vorkragend, Dachstuhl teils mit Verblattungen, Satteldach mit Krüppelwalm, in bemalter Sommerstube im Dachgeschoss 1588 bezeichnet, im Kern wohl noch mittelalterlich, jüngerer Ladeneinbau. Das Vorhandensein einer sogenannten Sommerstube lässt auf einen ehemaligen Besitzer der gehobenen Bürgerschicht schließen. im Eulenhof. Geschützt nach §§ 2 (Gebäude) DSchG | BW |
|                | Wohnhaus, Gemeindehaus der evangelisch-freikirchlichen Gemeinde                    | Eulenhof 4 (Karte) | Anfang 18. Jahrhundert       | Zweigeschossiges Fachwerkhaus in Hanglage, hohes Kellergeschoss mit großem Gewölbekeller und äußerem sowie innerem Rundbogen-Kellertor, Anfang des 18. Jahrhunderts neu erbaut, im frühen 19. Jahrhundert aufgestockt, um 1890 Einbau eines Betsaales der Baptistengemeinde im Obergeschoss. Vor dem Einbau des Betsaales im 19. Jahrhundert waren in dem Anwesen Lehrerwohnungen untergebracht. Das Haus hat mit seinem ungewöhnlich großen Gewölbekeller und seiner Sonderfunktion mit Betsaal im Obergeschoss dokumentarischen und exemplarischen Wert für Sozial- und Religionsgeschichte der Stadt Möckmühl. Zudem gehört es zu der sehr dichten und hochwertigen Bebauung im Eulenhof. Geschützt nach §§ 2 (Gebäude) DSchG | BW |
|                | Wohnhaus                                                                           | Eulenhof 16 (Karte) | 15./16. Jahrhundert          | Zweigeschossiges verputztes Fachwerkhaus in Hanglage, Erdgeschoss massiv mit Gewölbekeller in den Hang gebaut, mittelalterliches Fachwerkgefüge mit teils angeblatteten Streben und Kopfbändern, Satteldach mit einseitigem Krüppelwalm zur Straße, im Kern 15./16. Jahrhundert, Veränderungen im 18.–20. Jahrhundert. Rückseitig ist das Anwesen bis über die Trauflinie in den Schlossberg hinein gebaut. Geschützt nach §§ 2 (Gebäude) DSchG | BW |
|                | Doppelhaus                                                                         | Eulenhof 18 (Karte) | frühes 16. Jahrhundert       | Dreigeschossiges verputztes Fachwerkhaus in Hanglage, teilweise massiv ersetzt, nachträglich geteilter Gewölbekeller, im hohen Untergeschoss teils eingezogene Treppe zu den beiden Eingangstüren, Satteldach, zum Eulenhof mit Vollwalm, auf der Rückseite teilweise mit angeblatteten Streben der Erbauungszeit, im Kern zumindest frühes 16. Jahrhundert, im 18. Jahrhundert offenbar unter Verwendung alter Bauteile erneuert. Rückseitig ist das Anwesen mit zwei Geschossen in den Schlossberg hinein gebaut. Geschützt nach §§ 2 (Gebäude) DSchG | BW |
| Weitere Bilder | Wohnhaus                                                                           | Hauptstraße 4 (Karte)                                                                                                  | 18. Jahrhundert              | Zweigeschossiges Fachwerkhaus, hohes Untergeschoss massiv und unverputzt mit ehemaligen Stall, Satteldach, im Kern 18. Jahrhundert, 1979 Fachwerkfreilegung. Durch die zurückversetzte und hofbildende Position des Nachbarhauses Hauptstraße 6 wirkt das schmale und hohe Gebäude wie ein ehemaliges Nebenhaus von Hauptstraße 6. Geschützt nach §§ 2 (Gebäude) DSchG |    |
|                | Wohnhaus mit Scheune                                                               | Hauptstraße 6 (Karte)                                                                                                  | 17./18. Jahrhundert          | Zweigeschossiges verputztes Fachwerkhaus, teilweise massiv, im Erdgeschoss mit ehemaligen Stall, Satteldach, im Kern 17./18. Jahrhundert; Kulturdenkmal ist auch die seitlich angebaute Scheune, teils massiv und teils in Fachwerk, mit Gewölbekeller, Satteldach, im Kern 17./18. Jahrhundert. Geschützt nach §§ 2 (Gebäude) DSchG | BW |
| Weitere Bilder | Metzgerei, Wohnhaus                                                                | Hauptstraße 9 (Karte)                                                                                                  | 1717                         | Dreigeschossiges Fachwerkhaus, ursprünglich in Ecklage, niedriges Erdgeschoss und weitere Teile massiv, profilierte Schwellen, Satteldach, im Erdgeschoss erneuerter Inschriftenstein mit Handwerkszeichen (Metzgerbeil), Namen des Besitzers sowie dem Erbauungsjahr 1717, 1980 Fachwerkfreilegung. Das Anwesen wurde nachträglich freigestellt. Geschützt nach §§ 2 (Gebäude) DSchG |    |
| Weitere Bilder | Wohnhaus mit ehemaliger Scheune, Gastwirtschaft                                    | Hauptstraße 10 (Karte)                                                                                                 | 15. Jahrhundert              | Dreigeschossiges Fachwerkhaus in Kopflage, hohes Sockelgeschoss unverputzt und massiv aus Bruchsteinen mit Eckquaderung, im Erdgeschoss angeblattete Streben, im Obergeschoss Schmuckfachwerk und Fenstererker, Satteldach, am Obergeschoss Wappenrelief mit Handwerkszeichen (Tuchscherer) und den Initialen „SE“, am Ständer 1610 bezeichnet, im Kern 15. Jahrhundert, 1984/85 Umbau und Sanierung; Kulturdenkmal ist auch die Fachwerkscheune, massives Erdgeschoss, Satteldach, Ende 18./Anfang 19. Jahrhundert, 1984/85 zum Wohnhaus mit Gastwirtschaft umgebaut. Geschützt nach §§ 2 (Gebäude) DSchG |    |
|                | Gasthaus „Zum Bären“ mit Metzgerei, auch Wohnhaus                                  | Hauptstraße 16 (Karte)                                                                                                 | 1896                         | Dreigeschossiges Gasthaus in Ecklage, massiv aus Backsteinen mit stark betonter Eckquaderung und historisierender Werksteingliederung, im 2. Obergeschoss an der Straßenseite freigelegtes konstruktives Fachwerk, an der nördlichen Giebelseite moderner Ladeneinbau mit Metzgerei, an der Südwestecke gusseisernes Wirtshausschild mit aufrecht stehendem Bären, 1896 erbaut mit älterem Kern, 1979 Fassadensanierung, 1983 Erneuerung der Dachkonstruktion. Das Anwesen diente schon vor seiner weitgehenden Neuerrichtung im Jahr 1896 als traditionsreiches Gasthaus, früher „Zum Hirsch“ genannt. Geschützt nach §§ 2 (Gebäude) DSchG |    |
| Weitere Bilder | Wohn- und Geschäftshaus                                                            | Hauptstraße 17 (Karte)                                                                                                 | 1581                         | Zweigeschossiges Fachwerkhaus mit vertikaler Baufuge in der Mitte, Erdgeschoss jeweils massiv, abgesehen vom Giebeldreieck in den beiden Hausteilen unterschiedliche Fachwerkkonstruktionen, Satteldach mit Schleppgaube, im Ostteil teils profilierte Schwellen, dort am Eckpfosten Initialen, Handwerkszeichen und Bezeichnung 1581, Ladeneinbau, Westteil durch Stockwerkserhöhung später verändert, 1978 Fachwerkfreilegung. Das Anwesen dürfte 1581 als ein Haus errichtet worden sein, war dann aber lange in Firstrichtung geteilt, offenbar auch in der Zeit eines Umbaues. Im Innern finden sich unter anderem ein rußschwarzer Dachstuhl sowie eine Blockstufentreppe. Das lange Zeit als Doppelwohnhaus dienende Gebäude hat mit seinen zahlreichen Details dokumentarischen Wert für das Bauen der mittleren Sozialschicht in Möckmühl. Es steht in der gestaffelten Reihe der Fachwerkhäuser Hauptstraße 13-21 und ist ein Beispiel für „Besitzergeschichten“ in der Stadt Möckmühl. Geschützt nach §§ 2 (Gebäude) DSchG            |    |
|                | Gasthaus „Zum Löwen“, Wohn- und Geschäftshaus                                      | Hauptstraße 19 (Karte)                                                                                                 | spätes 17. Jahrhundert       | Zweigeschossiges Fachwerkhaus, massives Erdgeschoss zur Straße mit Eckquaderung, Ladeneinbau und profiliertes steinernes Türgewände (Ladeneingang), rückwärtig teils Fachwerk, im Dachstuhl wieder verwendete Sparren mit Blattsassen, teilweise profilierte Stuckdecken im Ober- und Dachgeschoss, Satteldach, im Kern spätes 17. Jahrhundert, 1978 Fachwerkfreilegung. Das Anwesen diente im frühen 18. Jahrhundert als Gasthaus „Zum Löwen“. Geschützt nach §§ 2 (Gebäude) DSchG |    |
| Weitere Bilder | Stadtpfarrhaus, Wohnhaus                                                           | Hauptstraße 21 (Karte)                                                                                                 | 1610, 1750 Neubau            | Zweigeschossiges Fachwerkhaus, hohes und massives Erdgeschoss mit Eckquaderung, Mittelportal mit hohem Oberlicht, daneben ehemalige Brunnennische mit Stadtwappen, Rundbogen-Kellertor, rückseitig Eingang mit Freitreppe und rundbogigem profilierten Portalgewände, Obergeschoss teils massiv mit Eckquaderung, sonst konstruktives Fachwerk, Halbwalmdach, Stadtwappen wohl 1610 bezeichnet, Keilstein an Mittelportal 1750 bezeichnet, 1978 Außeninstandsetzung, 2004 Ausbau des Gewölbekellers als Theater. Das Anwesen wurde 1750 unter Verwendung von Teilen des Vorgängerbaues wie dem Keller und dem ehemaligen Brunnen als evangelisches Stadtpfarrhaus weitgehend neu errichtet. Das ehemalige Stadtpfarrhaus bildet den Endpunkt der Reihe Hauptstraße 13-21 und hat als barockes Gebäude mit frühneuzeitlichem Kern in prominenter Lage neben dem Rathaus dokumentarischen Wert für die Kirchen- und Stadtgeschichte. Geschützt nach §§ 2 (Gebäude) DSchG                                                                           |    |
| Weitere Bilder | Rathaus mit Gaststätte „Bürgerkeller“                                              | Hauptstraße 23 (Karte)                                                                                                 | 1589/90                      | Dreigeschossiges Fachwerkhaus, Erdgeschoss massiv und verputzt mit Eckquaderung, zum Marktplatz unverputztes Quadermauerwerk, dort rundbogige Tor- und Fensteröffnungen sowie Renaissance-Inschriftentafel, zur Hauptstraße profiliertes Mittelportal, ansonsten reich gestaltetes Sichtfachwerk, Satteldach mit Glockentürmchen, 1589/90 erbaut und 1895 stark verändernd umgebaut (Bezeichnungen am Portal), 1937 und 1975 Fachwerk-Freilegung, 1988–91 umfassende Gesamtsanierung innen und außen, 2005 Keller zur Gaststätte umgenutzt. Das Rathaus diente im 19. Jahrhundert auch als Realschule. Das Rathaus der frühen Neuzeit hat als großes und repräsentatives Gebäude mit Sonderfunktion einen hohen dokumentarischen Wert für die Geschichte der Stadt und deren Verwaltung. Es dominiert die Marktplatzbebauung als „primus inter pares“ und vermittelt zwischen Oberen und Unterem Marktplatz. Geschützt nach §§ 28 (Gebäude) DSchG                                                                                                |    |
| Weitere Bilder | Gasthaus „Zum Stern“, Wohn- und Geschäftshaus                                      | Hauptstraße 25 (Karte)                                                                                                 | Mitte 16. Jahrhundert        | Dreigeschossiges Fachwerkhaus in Ecklage, Erdgeschoss massiv und verputzt mit modernem Ladeneinbau, Sichtfachwerk mit Vorstößen, teils verblattete, teils verzapfte Mischkonstruktion, im Kern Mitte 16. Jahrhundert, 1989 umfassende Sanierung, neuer Dachstuhl sowie baulicher Anschluss an das Rathaus. Das Gebäude diente seit dem späten 17. Jahrhundert und bis 1753 als Gasthaus „Zum Stern“, wobei der Wirt gleichzeitig Zunftmeister der Schuhmacher war. Im 18. und 19. Jahrhundert wohnten verschiedene Kaufleute und Beamte in dem Haus. Geschützt nach §§ 2 (Gebäude) DSchG |    |
| Weitere Bilder | Gasthaus „Zum Waldhorn“, Wohnhaus und Restaurant                                   | Hauptstraße 27 (Karte)                                                                                                 | 1895                         | Dreigeschossiges verputztes Gasthaus in Ecklage, zwei Rückseiten sowie Erdgeschoss mit Eckquaderung massiv, Rest konstruktives Fachwerk verputzt, gedoppelte Fenstermit hölzernen Rahmungen auf profilierten Konsolen sowie mit kleinen Verdachungen und Fensterläden, 1895 weitgehend neu erbaut, Erdgeschoss von einem nur wenig älteren Vorgänger, 1978 Außeninstandsetzung; am Hauseck schmiedeeiserner Wirtshausausleger mit Lorbeerband und Waldhorn, 19. Jahrhundert. Das Gasthaus schloss den einstmals sehr viel kleineren Platz „Oberer Markt“ nach Südwesten ab. Geschützt nach §§ 2 (Gebäude) DSchG |    |
| Weitere Bilder | Schildwirtschaft „Zum Ochsen“, Gasthaus „Zum Adler“, Wohn- und Geschäftshaus       | Hauptstraße 31 (Karte)                                                                                                 | 16./17. Jahrhundert          | Dreigeschossiges verputztes Fachwerkhaus in Ecklage, großer Gewölbekeller unter gesamten Haus, Erdgeschoss massiv in Quadermauerwerk mit zahlreichen Schaufenstern, in den Obergeschossen hölzerne Fensterumrahmungen mit kräftigen Verdachungen, im Giebel ehemaliger Speicherladen, Satteldach mit großen Stehgauben, im Kern 16./17. Jahrhundert, um 1860/70 grundlegend im Stil des Klassizismus umgebaut, 1980 Dachstuhl komplett erneuert. Das Anwesen war zeitweise das einzige Schildwirtshaus der Stadt und gehörte im 18. Jahrhundert einer begüterten Familie. Geschützt nach §§ 2 (Gebäude) DSchG |    |
| Weitere Bilder | Wohn- und Geschäftshaus                                                            | Hauptstraße 33 (Karte)                                                                                                 | um 1800                      | Zweigeschossiges Fachwerkhaus, Erdgeschoss massiv in Quadermauerwerk mit modernem Ladeneinbau, einfaches Zierfachwerk, Satteldach rückwärtig abgewalmt, Ende des 18./Anfang des 19. Jahrhunderts erbaut, 1927 Umbau, 1935 Scheunenteil (Westteil) umgebaut, 1978 Fachwerkfreilegung, 1989 Einbau eines Imbiss-Verkaufsstandes. Zu dem Anwesen gehört ein flacher und wohl älterer Gewölbekeller. Geschützt nach §§ 2 (Gebäude) DSchG |    |
| Weitere Bilder | Gasthaus „Zum Lamm“, Wohn- und Geschäftshaus                                       | Hauptstraße 34 (Karte)                                                                                                 | um 1500                      | Dreigeschossiges Fachwerkhaus in Hanglage, Erd- bzw. Untergeschoss massiv und verputzt mit Ladeneinbau, Fachwerk teilweise mit Verblattungen, Satteldach zur Hauptstraße mit Halbwalm, im Kern um 1500, im 18. Jahrhundert umgebaut, bei Fachwerkfreilegung 1978 Backsteinfassade abgebaut; schmiedeeiserner Ausleger, um 1800. Das Anwesen ist erst seit 1711 als Gasthaus belegt. Sein Besitzer stand 1718 an der Spitze der Steuerzahler Möckmühls. Geschützt nach §§ 2 (Gebäude) DSchG |    |
| Weitere Bilder | Gasthaus „Zur Krone“                                                               | Hauptstraße 42 (Karte)                                                                                                 | 2. Hälfte 18. Jahrhundert    | Dreigeschossiges Fachwerkhaus in Hanglage, hohes Sockelgeschoss massiv und verputzt, Rest konstruktives Fachwerkgefüge, Rückseiten teilweise auch massiv, großer Gewölbekeller, großzügige Treppenanlage im Innern, Satteldach, 2. Hälfte 18. Jahrhundert, 1978 Fachwerkfreilegung; schmiedeeiserner Ausleger mit Krone, Anfang 20. Jahrhundert. Das seit 1711 belegte Gasthaus gehörte 1828 dem Stadtschultheißen Speidel. Geschützt nach §§ 2 (Gebäude) DSchG |    |
| Weitere Bilder | Wohn- und Geschäftshaus                                                            | Hauptstraße 44 (Karte)                                                                                                 | 1707                         | Dreigeschossiges Fachwerkhaus, Erdgeschoss massiv und verputzt mit teils vermauerten Fensteröffnungen und Ladeneinbau, Sichtfachwerk, Satteldach, zwei Inschriftensteine im Erdgeschoss, jeweils 1707 bezeichnet und mit Namenskürzeln sowie einmal mit Handwerkszeichen (Schreiner) versehen, 1945 kriegsbeschädigt, 1952 Fachwerkfreilegung. Das Anwesen wurde 1707 von zwei Familien als Doppelhaus errichtet, einem Schreiner und einem Rotgerber, der auch Ratsverwandter und Bürgermeister war. Im 19. Jahrhundert diente das Gebäude ungeteilt als Wohnhaus mit Seifensiederwerkstatt. Geschützt nach §§ 2 (Gebäude) DSchG |    |
| Weitere Bilder | Wohnhaus                                                                           | Hauptstraße 46 (Karte)                                                                                                 | um 1650                      | Zweigeschossiges verputztes Fachwerkhaus, hohes Sockelgeschoss mit Gewölbekeller und Erdgeschoss massiv, verputztes Fachwerk teilweise mit Vorsprüngen, Speicherladen am Giebel, Satteldach zum Anbau abgeschleppt, im Kern um 1650, seitlicher Anbau auf Südseite nachträglich hinzugefügt. Das Anwesen soll einst an einem Fenster im Innern mit 164? bezeichnet gewesen sein. Geschützt nach §§ 2 (Gebäude) DSchG |    |
| Weitere Bilder | Neues Hinteres Torhaus, Wohnhaus                                                   | Hauptstraße 53 (Karte)                                                                                                 | um 1828                      | Zweigeschossiges Fachwerkhaus in Ecklage, niedriger Sockel massiv und verputzt, Andreaskreuze und wandhohe Fachwerkstreben, Satteldach, um 1828 neu erbaut, 1979 Fachwerkfreilegung, 1997 Neuanstrich; in der Nordwand des Hauses steckt die Stadtmauer, im Kern um 1470 (Kulturdenkmal gem. § 28 DSchG); erhaltenswert ist ein angebauter kleiner Stall, 19. Jahrhundert. Das Wohnhaus wurde um 1828 anstelle des 1824 abgerissenen alten Hinteren Torhäuschens und neben dem 1829 abgebrochenen Torturm neu errichtet. Geschützt nach §§ 2 (Gebäude) DSchG |    |
| Weitere Bilder | Evangelische Stadtkirche (St. Bonifatius)                                          | Kirchplatz 1 (Karte)                                                                                                   | 1899/1900                    | Neugotische Saalkirche mit eingezogenem Chor und Turm, massiv und verputzt mit Eckquaderungen, viergeschossiger Turm mit polygonalem Spitzdach, Kirchenschiff und Chor mit hohen Maßwerkfenstern, neugotische und ältere Ausstattung (Fresken, Sakramentshäuschen von 1471), Satteldach, nach Brand unter Verwendung des gotischen Vorgängerbaues 1899/1900 nach Plänen von Heinrich Dolmetsch aus Stuttgart neu errichtet, 1974 Heizungseinbau, 1978/79 Außenrenovierung, 1994/95 Restaurierung der Chorfenster, 2000 Dachsanierung und Schutzverglasung der Fenster. Bereits 815 wird erstmals die Bonifatiuskirche genannt, die damals schon einen Vorgänger aus der Zeit vor 753 hatte und zur dörflichen Talsiedlung gehörte. Die neugotische Stadtkirche mit mittelalterlichem Kern hat hohen dokumentarischen Wert sowohl für die siedlungsgeschichtliche Entwicklung als auch für die Kirchengeschichte von Möckmühl. Geschützt nach §§ 28 (Gebäude) DSchG                                                                               |    |
| Weitere Bilder | Ehemals Färberei, heute Mesnerhaus                                                 | Kirchplatz 2 (Karte)                                                                                                   | 1783                         | Zweigeschossiges Fachwerkhaus in Hang- und Kopflage, direkt an Untere Gasse 9 angebaut, hohes Untergeschoss massiv, Außentreppe, Sichtfachwerk mit weitgehend symmetrischer Anordnung, halb abgewalmtes Mansardgiebeldach, 1783 erbaut, 1978 Fachwerkfreilegung und Fassadensanierung. Das Gebäude ist 1790 und im 19. Jahrhundert als Färberei eines privilegierten Schwarz- und Schönfärbers belegt. Ursprünglich setzte sich die Bauzeile mit dem 1898 abgebrannten Schulhaus nach Südosten fort. Seit 1984 dient das Anwesen als Mesnerhaus. Geschützt nach §§ 2 (Gebäude) DSchG |    |
| Weitere Bilder | Wohnhaus                                                                           | Kirchplatz 3 (Karte)                                                                                                   | 17./18. Jahrhundert          | Dreigeschossiges Fachwerkhaus in Hang- und Ecklage, abgeschrägtes Erdgeschoss massiv und verputzt mit ehemaliger Tenne und Küferwerkstatt, Traufseiten an den Obergeschossen verputzt, konstruktives Fachwerk ohne Vorsprünge, Satteldach, 17./18. Jahrhundert, 1979 Einbau von Sprossenfenstern. Möglicherweise wurde das Wohnhaus als Haus eines Küfers errichtet. Geschützt nach §§ 2 (Gebäude) DSchG |    |
| Weitere Bilder | Wohnhaus, Diakonathaus (Helferatshaus), Bücherei mit Heimatmuseum                  | Kirchplatz 6 (Karte)                                                                                                   | 1615                         | Dreigeschossiges Fachwerkhaus, freistehend in beherrschender Lage zwischen Markt- und Kirchplatz, hohes massives Erdgeschoss mit Eckquaderung, profilierte Eckkonsole, mehrere rundbogige Tür- und Kellereingänge, Sichtfachwerk mit wandhohen Streben, Satteldach, 1615 und 1627 bezeichnet, 1992 Sanierung des Westgiebels, 2003 Umbau zum Heimatmuseum. Das von einem Bürgermeister errichtete Wohnhaus diente im 17. Jahrhundert u. a. als Wohnhaus eines Vogtes und wurde im Jahr 1700 zum Diakonathaus umfunktioniert. Geschützt nach §§ 2 (Gebäude) DSchG |    |
| Weitere Bilder | Wohnhaus                                                                           | Kirchplatz 7 (Karte)                                                                                                   | um 1700                      | Zweigeschossiges Fachwerkhaus, freistehend, hohes massives Sockelgeschoss aus unverputztem Bruchsteinmauerwerk, mit Rundbogentor, Fachwerk mit teils wandhohen Streben, erkerartiger Vorbau über dem Eingangsbereich mit abgeschlepptem Dach, Satteldach, um 1700, eventuell auf älterem Kern. Das Wohnhaus steht wie das benachbarte Haus Kirchplatz 6 auf dem Gelände des ehemaligen Kirch- und Friedhofes. Geschützt nach §§ 2 (Gebäude) DSchG |    |
| Weitere Bilder | Doppelhaus                                                                         | Kirchplatz 13 und 14 (Karte)                                                                                           | um 1500                      | Zweigeschossiges Fachwerkhaus in Hanglage, Sockel massiv und verputzt mit Keller- und Stallzugängen an der Unteren Gasse, überblattetes Sichtfachwerkgefüge, nachträglich in Firstrichtung geteilt, im 15. bzw. frühen 16. Jahrhundert als ein Wohnhaus errichtet, 1978 Fachwerkfreilegung, 1993 Sanierung und Modernisierung sowie Ausbau des Dachgeschosses. Geschützt nach §§ 2 (Gebäude) DSchG |    |
|                | Doppelhaus, Nr. 6: Scharfrichterhaus („Meisterhaus“)                               | Linsengasse 4 und 6 (Karte)                                                                                            | um 1600, 1560 Flachkeller    | Nummer 4 und 6 bilden eine Sachgesamtheit; jeweils zweigeschossiges verputztes Fachwerkhaus, Erdgeschoss massiv, Giebel mit Vorsprüngen, bei Linsengasse 6 Giebelseite ab Obergeschoss fachwerksichtig, um 1600; Kulturdenkmal ist auch der Flachkeller unter der Scheune von Nummer 6 mit spitzbogigem Torgewände, an versetztem Wasserbecken 1560 bezeichnet; Kulturdenkmal gem. § 28 DSchG ist die rückwärtige Stadtmauer, um 1470; erhaltenswert sind die dazugehörigen Scheunen, 1923/24 nach Brand neu errichtet. Das frühneuzeitliche Doppelhaus hat exemplarischen Wert als charakteristisches Beispiel des nachmittelalterlichen Fachwerkbaues. Dokumentarischen Wert hat es mit seiner ehemaligen Funktion als Scharfrichterhaus. Die Stadtmauer hat dokumentarischen Wert für den Ausbau der Verteidigungsanlagen im späten Mittelalter. Geschützt nach §§ 2 (Sachgesamtheit) DSchG | BW |
|                | Doppelhaus                                                                         | Linsengasse 11 und 13 (Karte)                                                                                          | Um 1500                      | Zweigeschossiges verputztes Fachwerkhaus in Ecklage, Erdgeschoss massiv, Obergeschoss teilweise massiv ersetzt, Dachwerk mit angeblatteten Kehlbalken, in Firstrichtung geteilt, Eingänge jeweils an der Traufseite, Satteldach rückwärtig mit Schleppgaube, 15. bzw. frühes 16. Jahrhundert, nachträglich geteilt. Geschützt nach §§ 2 (Gebäude) DSchG | BW |
|                | Eckpfosten                                                                         | Linsengasse 19 (Karte)                                                                                                 | 1793                         | An der Hausecke des Anwesens Linsengasse 19 ein hölzerner Eckpfosten, mit Handwerkszeichen der Glaser, 1793 bezeichnet; erhaltenswert ist das dazugehörige Wohnhaus, zweigeschossiges Fachwerkhaus, Erd- bzw. Untergeschoss massiv und verputzt, außen liegende Treppe zum Eingang im Obergeschoss, Satteldach mit Schleppgauben, nach Bezeichnung am Eckpfosten 1793 errichtet. Das Anwesen wurde 1793 von dem Glaser Carl Friedrich Horlacher erbaut und war 1938 das Wohnhaus eines Schäfers. Mit Linsengasse 17 (und 15) bildet es eine Art Doppelhaus. Geschützt nach §§ 2 (Bauteil) DSchG |    |
| Weitere Bilder | Gasthaus und Bäckerei, Wohn- und Geschäftshaus                                     | Marktstraße 1 (Karte)                                                                                                  | 16. Jahrhundert              | Dreigeschossiges Fachwerkhaus in Ecklage zum Marktplatz, Erdgeschoss massiv und verputzt mit modernem Ladeneinbau, Sichtfachwerk teils mit Vorstößen, Knaggen an der Traufseite zum zweiten Obergeschoss, im Kern 16. Jahrhundert, 1970 Fachwerkfreilegung, 1991 Außenrenovierung. Das Gebäude diente zeitweise auch als Gasthaus. Geschützt nach §§ 28 (Gebäude) DSchG |    |
| Weitere Bilder | Wohnhaus mit Doppelscheune                                                         | Marktstraße 5 und 7 (Karte)                                                                                            | 1821                         | Dreigeschossiges Fachwerkhaus, Erdgeschoss massiv und verputzt mit zwei Toreinfahrten, Türgewände mit Oberlicht, im zweiten Obergeschoss von Nummer 5 Stube mit profilierter Stuckkehle, Scheune Hausnummer 7 (rechts) 1821 neu errichtet, Wohnhaus mit Scheunenteil Nummer 5 (links) im Kern 18. Jahrhundert, 1978 Fachwerkfreilegung. Bemerkenswert ist die Tatsache, dass sich hinter den Fenstern der Scheunenteile keine Wohnungen, sondern überwiegend scheunentypische Lagerräume befinden. Geschützt nach §§ 2 (Gebäude) DSchG |    |
| Weitere Bilder | Wohn- und Geschäftshaus                                                            | Mühlgasse 5 (Karte) | frühes 18. Jahrhundert       | Zweigeschossiges Fachwerkhaus mit ehemaligem Wirtschaftsteil, Erdgeschoss massiv und verputzt mit modernem Ladeneinbau, ehemalige Stube im Obergeschoss durch Fenstergliederung ablesbar, profilierte Schwellen auf der Giebelseite, Satteldach mit Schleppgaube, im Kern frühes 18. Jahrhundert, 1978 Fachwerkfreilegung; Kulturdenkmal gem. § 28 DSchG ist die in die rückwärtige Giebelwand integrierte Stadtmauer mit Resten des Wehrganges, im Kern um 1470. Geschützt nach §§ 2 (Gebäude) DSchG |    |
| Weitere Bilder | Wohnhaus                                                                           | Mühlgasse 6 (Karte) | um 1500                      | Dreigeschossiges verputztes Fachwerkhaus, niedriges Erdgeschoss massiv mit ehemaliger einst bis ins erste Obergeschoss reichender Toreinfahrt, zweites Obergeschoss vorkragend, teils verblatteter Dachstuhl, Satteldach, im Kern 15. oder frühes 16. Jahrhundert, 1993 Um- und Ausbau auch des Dachgeschosses. Geschützt nach §§ 2 (Gebäude) DSchG |    |
|                | Inschriftenstein                                                                   | Mühlgasse 11 (Karte)                                                                                                   | 1732                         | Inschriftenstein an der Nordostecke des Anwesen Mühlgasse 11, Markierung des Hochwasserstandes vom 29. September 1732 mit textlicher Erläuterung, wohl 1732 in einem Eckquader der ehemaligen Stadtmühle eingemeißelt, bei Neuerrichtung des Hotels „Alte Stadtmühle“ nach 1964 wieder in das Hauseck integriert; Kulturdenkmal gem. § 28 DSchG ist die rückwärtige Stadtmauer, Teil der westlichen Giebelwand des Anwesens, dort 1781 bezeichnet, im Kern um 1470. Der Inschriftenstein von 1732 hat dokumentarischen Wert für die schwierige Lage der Stadt am Zusammenstoß zweier Flüsse und ist ein Fragment der nicht mehr bestehenden Mühle. Die Stadtmauer hat dokumentarischen Wert für den Ausbau der Verteidigungsanlagen im späten Mittelalter. Geschützt nach §§ 2 (Bauteil) DSchG |    |
|                | Scheune                                                                            | Ruchsener Straße 6 (Karte)                                                                                             | um 1800                      | Fachwerkscheune, massiver Sockelbereich, Fachwerk teilweise verputzt, rechteckige Toreinfahrt, daneben Kellerhalsvorbau mit Rundbogentor, großer Gewölbekeller mit steilem Treppenzugang, um 1800, über älterem Keller. Der Keller der Scheune gehörte einst Hausbesitzern in der Unterstadt. Diese konnten im dort teilweise hochwassergefährdeten Gebiet kaum Keller anlegen. Geschützt nach §§ 2 (Gebäude) DSchG | BW |
| Weitere Bilder | Kelter, Wohnhaus und Kindergarten                                                  | Ruchsener Straße 20 (Karte)                                                                                            | 16./17. Jahrhundert          | Lang gestreckter zweigeschossiger Fachwerkbau in Hanglage, Erdgeschoss mit nach oben verstrebten Eichenstützen auf Sockelquadern, Spuren von Verblattungen, dazwischen Rechtecktore, Obergeschoss verputzt und zur Ruchsener Straße mit Backsteinfassade, dort teils rustizierter Mittelrisalit mit Zwerchhaus, Walmdach, im Kern 16./17. Jahrhundert, Obergeschoss nach Brand 1892 als Kleinkinderbewahranstalt mit Wohnungen neu aufgebaut, 1985 Abriss von Anbauten, Sanierung und Einbau einer Zwischendecke im Erdgeschoss. Im Kern könnte das Gebäude auf 1451/62 zurückgehen, da damals die Kelter von der Burg in die Stadt verlegt wurde. 1985 wurde der Kelterbetrieb aufgegeben. Als ehemalige Kelter mit zumindest frühneuzeitlichem Kern hat das Anwesen dokumentarischen und exemplarischen Wert für die Geschichte des Möckmühler Weinbaues und als interessantes Zeugnis einer historischen Umnutzung einschließlich dazugehörigen Umbauten. Geschützt nach §§ 2 (Gebäude) DSchG                                                 |    |
| Weitere Bilder | Doppelwohnhaus                                                                     | Ruchsener Straße 22 (Karte)                                                                                            | 1798                         | Zweigeschossiger verputzter Fachwerkbau in Hanglage, zur Ruchsener Straße eingeschossig, hohe Talseite massiv, Giebelseite Fachwerk freiliegend, Mansardwalmdach mit Klebdach an Giebelseite, 1798 unter Einbeziehung von Teilen des Vorgängers errichtet; Kulturdenkmal gem. § 28 DSchG ist die nordöstlich angrenzende Stadtmauer, im Kern um 1470. Das Gebäude wurde 1798 anstelle und unter Verwendung eines Stiftshauses von einem Bäcker und einem Schäfer als Doppelhaus errichtet. Im Innern befindet sich ein vermauerter Volutenstein mit Darstellung des „Lamm Gottes“. Geschützt nach §§ 2 (Gebäude) DSchG |    |
| Weitere Bilder | Wohnhaus                                                                           | Schloßberg 5 (Karte)                                                                                                   | 2. Hälfte 18. Jahrhundert    | Zweigeschossiges Fachwerkhaus in Hanglage, rückwärtig Anbau, hohes Untergeschoss massiv aus Quadersteinen mit Rundbogen-Kellertor, Giebelseite verputzt, über dem traufseitigen Eingang Aufzugsgaube mit Ausleger, profiliertes Traufgesims, 2. Hälfte 18. Jahrhundert, 1979 Fachwerkfreilegung, 2004 Fassadensanierung. Geschützt nach §§ 2 (Gebäude) DSchG |    |
| Weitere Bilder | Wohnhaus                                                                           | Schloßberg 6 (Karte)                                                                                                   | 1575                         | Zweigeschossiges Fachwerkhaus in Hanglage, hohes Untergeschoss massiv aus Quadersteinen, dieses zur Talseite terrassenartig vorkragend mit zwei Rundbogen-Kellertoren, an Giebelseite zweigeschossiger erkerartiger Anbau in Fachwerkbauweise mit Satteldach, Sichtfachwerk mit profilierten Schwellen und Feuerböcken, Satteldach mit Schleppgaube, im Kern nach Bezeichnung an einem Kellertor von 1575, Anbau wohl 18. Jahrhundert, 2005 Umbau mit Dacherweiterung und rückwärtigem Wintergartenanbau. In der 2. Hälfte des 17. Jahrhunderts gehörte das Haus einem Bürgermeister und später einem Zentschultheiß. Geschützt nach §§ 2 (Gebäude) DSchG |    |
|                | Stadtapotheke, Wohnhaus                                                            | Schloßberg 8 (Karte)                                                                                                   | 1836                         | Zweigeschossiges Fachwerkhaus in Hanglage, Sockel und Erdgeschoss massiv und überwiegend aus Bruchsteinmauerwerk, auf der Giebelseite zum Tal im Sockelbereich Rundbogen-Kellereingang, konstruktives Fachwerk, Satteldach, an klassizistischer Haustür 1836 bezeichnet, im Kern aber spätes 16. Jahrhundert; seitlicher Fachwerkanbau zweigeschossig mit Rundbogentor im massiven Erdgeschoss, Satteldach, 17./19. Jahrhundert; rückwärtiger Fachwerkanbau mit asymmetrischem Satteldach, als ehemaliges Laboratorium wohl im 18. Jahrhundert angebaut; Gesamtanwesen 1979 Fachwerkfreilegung, 2005 Fassadensanierung. Von 1758 bis 1927 diente das Anwesen als Stadtapotheke. Geschützt nach §§ 2 (Gebäude) DSchG | BW |
|                | Wohnhaus                                                                           | Schloßberg 9 (Karte)                                                                                                   | 16. Jahrhundert              | Zweigeschossiges Fachwerkhaus in Hanglage, Erdgeschoss massiv aus Bruchsteinmauerwerk, dort breiter Treppenaufgang zur breiten klassizistischen Haustür, daneben Rundbogen-Kellertor, Sichtfachwerk auf der Giebelseite, Satteldach, auf der Südseite halb abgewalmt, im Kern wohl 16. Jahrhundert, Fachwerk um 1800 teilweise erneuert, 1986 Dachneueindeckung, 2006 Fassadensanierung; Kulturdenkmal ist auch der terrassierte, ehemalige Weinberg unterhalb des Hauses, der schon 1671 erwähnt ist. 1559 wird anstelle des Wohnhauses eine Scheune der Propstei genannt. Geschützt nach §§ 2 (Gebäude) DSchG | BW |
| Weitere Bilder | Fruchtkasten („Kastkeller“) und Pfründhaus, Stiftsbandhaus, Doppelhaus („Kaserne“) | Schloßberg 10 und 11 (Karte)                                                                                           | 16. Jahrhundert              | Zweigeschossiges Fachwerkhaus in Hanglage, Erdgeschoss massiv aus Bruchsteinmauerwerk, an der Giebelseite von Nummer 11 Rundbogeneingang zum großen Gewölbekeller, zwei traufseitige Außentreppen zu den beiden Eingängen, Satteldach mit Schleppgaube, im Kern wohl 16. Jahrhundert, an einer Tür 1833 bezeichnet, 1911 teilweise abgebrannt und erneuert (Südflügel Nummer 10 einschließlich Giebel), 1978 Fachwerkfreilegung. Das Gebäude wurde 1559 als Kastkeller und Pfründhaus bezeichnet, diente später auch als Bandhaus und wurde 1830 von der Stadt an drei Eigentümer verkauft. Später wohnten bis zu acht Besitzer in dem Haus („Kaserne“). Geschützt nach §§ 2 (Gebäude) DSchG |    |
| Weitere Bilder | Stiftspropstei, Wohnhaus                                                           | Schloßberg 12 (Karte)                                                                                                  | 14./15. Jahrhundert          | Zweigeschossiges verputztes Fachwerkhaus in Hanglage, im Erdgeschoss teilweise Fenstergewände aus Naturstein, im Südgiebel stark profilierte Schwellen mit Vorsprüngen, Satteldach mit Krüppelwalm und Schleppgauben, im Kern 14./15. Jahrhundert, Giebel wohl spätes 16. Jahrhundert, Eingangssturz 1810 bezeichnet, 1914 Umbauten, Wappen 1917 bezeichnet, 1950 und 1957 Sanierungen; dazugehörig Garten mit Stützmauern, Stadtmauer mit Propsteiturm und weiterem Turmstumpf, im Kern um 1470 (KD gem. § 28 DSchG). Das Anwesen diente ursprünglich als Wohnhaus des Vorstehers des Chorherrenstifts (1379–1558 bestehend). Nach 1808 wohnten u. a. ein Bürgermeister, ein Wundarzt und ab 1917 die Freiin Marie von Berlichingen in dem Anwesen. Das im Kern spätmittelalterliche Anwesen hat als repräsentatives Sondergebäude und Teil des alten Stiftsbezirkes hohen dokumentarischen Wert für die Kirchen- und Stadtgeschichte sowie eine konstitutive Funktion für die Stadtsilhouette. Geschützt nach §§ 28 (Gebäude) DSchG            |    |
|                | Einhaus, Wohnhaus                                                                  | Schloßberg 17 (Karte)                                                                                                  | 1856                         | Zweigeschossiges Fachwerkhaus in Hanglage mit leicht versetztem Wirtschaftsteil, im Untergeschoss Tür und Rundbogen-Kellertor, Erdgeschoss massiv und verputzt, im Wirtschaftsteil große giebelseitige Einfahrt zum Obergeschoss, dort auch Eckquaderung, 1856 unter Verwendung eines Vorgängerbaues neu errichtet, 1996 Umbau der Scheune zu Wohnzwecken, Erneuerung des Dachstuhles; dazugehörig Stütz- und Einfriedungsmauern aus Bruchstein. Anstelle des späteren Bauernhauses befand sich die 1587 in die Stadt verlegte und erstmals 1430 erwähnte Stiftsschule. Das hauptsächlich aus dem 19. Jahrhundert stammende Bauernhaus auf dem Boden der ehemaligen Stiftsschule veranschaulicht die Profanierung des Stifts und seines Areals seit dessen Auflösung im Jahr 1558 und hat exemplarischen Wert als eines der wenigen bäuerlich geprägten Anwesen am Burgberg. Geschützt nach §§ 2 (Gebäude) DSchG | BW |
|                | Reste der Stiftskirche, Scheune                                                    | Schloßberg 18 (Karte)                                                                                                  | 1813                         | Fachwerkscheune, Sockel und Westgiebel massiv, rechteckige Toreinfahrt und daneben Rundbogen-Kellertor, Satteldach, am Kellertor 1813 bezeichnet, als Scheune unter Verwendung von Resten der Stiftskirche neu erbaut (Westgiebel, Sockelteile etc.); dazugehörig früherer Kirchhof mit Resten der Kirchhofmauer (einschließlich Epitaphe). Die Ruine der wohl 1371/1379 erbauten und um 1645 großteils zerstörten Stiftskirche wurde 1813 weitgehend beseitigt. Auf dem westlichen Teil der ehemaligen Kirche wurde anschließend diese Scheune vom Stadtapotheker erbaut (siehe Schloßberg 8). Das als Fachwerkscheune des 19. Jahrhunderts gut überlieferte Gebäude zeichnet sich durch die in ihm steckenden Reste der Stiftskirche zusätzlich aus. Sie hat dokumentarischen Wert für den Profanierungsprozess des Stiftes. Geschützt nach §§ 2 (Gebäude) DSchG | BW |
|                | Oberamtei (Vogtei), Wohnhaus                                                       | Schloßberg 20 (Karte)                                                                                                  | 1783                         | Lang gestrecktes zweigeschossiges verputztes Wohnhaus, Erdgeschoss massiv, Obergeschoss wohl konstruktives Fachwerk, zur Talseite Mittelrisalit mit Zwerchhaus, rückwärtig zur Hangseite kurze Seitenflügel mit Eingängen ins Obergeschoss, Walmdach, 1783 unter Verwendung des Vorgängerbaues errichtet, 1979 Sanierung von Dach und Fassade; zugehörig Waschhaus mit abgewalmten Satteldach, um 1770. Nach historischen Ansichten (1627, 1664) hatte die Oberamtei bereits damals eine der heutigen Gestalt sehr ähnliche Form. Demzufolge könnte die Erbauung des Anwesens im Jahr 1783 eher ein Umbau gewesen sein. Ab 1833 war das Anwesen in Privatbesitz, u. a. von Stadtschultheiß Dolde. Der typische Barockbau mit älterem Kern stellt sich als Verwaltungsbau des 18. Jahrhunderts dar und hat dokumentarischen Wert für die Verwaltungsgeschichte von Möckmühl. Geschützt nach §§ 2 (Gebäude) DSchG | BW |
|                | Wohnhaus                                                                           | Schloßberg 23 (Karte)                                                                                                  | 1912                         | Zweigeschossige Villa, überwiegend massiv und verputzt, teils mit Fachwerkelementen, Fassade mit zahlreichen Jugendstilelementen, Eckerker und Konsolen-Balkon, Treppenhausvorbau und Dachgeschoss in Fachwerk, Satteldach mit Zwerchhaus, 1912 neu errichtet, 1996 Fassadensanierung. Das Wohnhaus wurde wie auch Schloßberg 22 anstelle des ehemaligen herrschaftlichen Fruchtkastens erbaut. Die Villa mit Elementen des Jugendstiles hat dokumentarischen und exemplarischen Wert für das repräsentative Bauen zu Beginn des 20. Jahrhunderts. Als einzige innerhalb der ummauerten Stadt befindliche Villa und zusammen mit dem nur 10 Jahre zuvor neu erbauten Schloss ist das Anwesen ein Zeugnis des Umbaues auf dem Schlossberg in der Zeit kurz nach 1900. Geschützt nach §§ 2 (Gebäude) DSchG | BW |
| Weitere Bilder | Schloss mit Götzenturm                                                             | Schloßberg 25 und 26 (Karte)                                                                                           |                              | Götzenturm, massiver Rundturm, etwa 25 Meter hoch, Bruchsteine unverputzt, achteckiger Fachwerkaufsatz, achteckiges Zeltdach, Massivteil Mitte des 13. Jahrhunderts als Bergfried erbaut, Aufsatz vor 1519; Schloss, zweigeschossiger verputzter Massivbau, Fassadengestaltung gotisierend, im Nordwesteck mittelalterlicher Turm integriert, Satteldach, 1902 über mittelalterlichem Keller nach Plänen das Neckarsulmer Oberamtsbaumeister G. Lell neu erbaut, 1945 Kriegsschäden, 1961 Entfernung des Zinnenkranzes (Turm) und neuer Turmhelm, ab 1984 Sanierung; zugehörig Befestigungsanlagen (siehe Burgbefestigung, Sachgesamtheit). Die Schlossanlage mit zwei mittelalterlichen Türmen, einer spätmittelalterlichen Burgbefestigung und einem gotisierenden Schlossneubau hat für die Geschichte der Stadt und ihre Fernansicht einen hohen dokumentarischen Wert. Zudem ist sie ein typisches Beispiel einer Burgerneuerung um 1900 (vgl. Wiederaufbaudiskussion Heidelberger Schloss). Geschützt nach §§ 2, 28 (Sachgesamtheit) DSchG |    |
|                | Fachwerkhaus Untere Gasse 9                                                        | Möckmühl, Untere Gasse 9 (Karte)                                                                                       | im Kern wohl 17. Jahrhundert | Erhaltenswertes Gebäude | BW |
|                | Fachwerkhaus Untere Gasse 14                                                       | Möckmühl, Untere Gasse 14 (Karte)                                                                                      | 1897                         | Erhaltenswertes Gebäude | BW |
|                | Fachwerkhaus mit Stadtmauer Untere Gasse 22                                        | Möckmühl, Untere Gasse 22 (Karte)                                                                                      | 1897                         | Erhaltenswertes Gebäude | BW |
|                | Weinberge, Gärten                                                                  | Flstnr. 16, 16/1, 17, 20/1, 21, 22, 23, 24, 26, 26/1, 27, 27/3, 28, 30, 32/4, 32/5, 33, 35/2, 36, 48, 50, 51, 52, 52/2 | spätmittelalterlich          | An den Abhängen des Schlossberges zwischen dem früheren Stiftsbereich und der bürgerlichen Stadt zahlreiche ehemalige Weinberge, durch drei Staffeln strukturiert (Lange Staffel im Osten Mühl- bzw. Krumme Staffel in der Mitte und Staffel zum Hinteren Tor im Norden), innere Gliederung der Parzellen mit Mauern, Terrassen und Wegen, Flstnr. 36 komplett ummauert, Flstnr. 50 und 51 ehemaliger Stiftsweinberg (Propstei), auf den Stichen von Meisner (1627) und Merian (1634) eingetragen, wohl spätmittelalterliche Anlage, heute zu Gärten und Obstbaumwiesen umfunktioniert. Die ehemaligen Weinberge verdeutlichen die funktionale Gliederung der Stadt in ehemaligen Stiftsbezirk und bürgerliche Stadt. Sie haben mit ihrer überlieferten inneren Struktur dokumentarischen Wert für die historisch-wirtschaftliche Grundlage der Stadt. In ihrem Umfang innerhalb einer ummauerten Stadt besitzen sie auch Seltenheitswert. Geschützt nach §§ 2 (Gartenfläche) DSchG                                                              |    |

### Andere Teile der Kernstadt
| Bild | Bezeichnung      | Lage                              | Datierung | Beschreibung | ID |
| ---- | ---------------- | --------------------------------- | --------- | ------------ | -- |
|      | Alte Grundschule | Möckmühl, Bahnhofstraße 4 (Karte) |           | [ 1 ]        | BW |

## Bittelbronn
| Bild | Bezeichnung | Lage                                     | Datierung | Beschreibung | ID |
| ---- | ----------- | ---------------------------------------- | --------- | ------------ | -- |
|      | Alte Schule | Bittelbronn, Mosbacher Straße 19 (Karte) |           | [ 1 ]        | BW |

## Korb
Basis ist die Ortsanalyse zur Ortskernsanierung Möckmühl-Korb aus dem Jahr 2005.

| Bild           | Bezeichnung                                            | Lage                                                   | Datierung              | Beschreibung                 | ID |
| -------------- | ------------------------------------------------------ | ------------------------------------------------------ | ---------------------- | ---------------------------- | -- |
|                | Zwei massive Sandsteinpfeiler An der Pfarrsteige       | Korb, An der Pfarrsteige (Karte)                       | 1623                   | Erhaltenswertes Kleindenkmal | BW |
|                | Scheuer Eckstraße 1                                    | Korb, Eckstraße 1 (Karte)                              | um 1700                | Geschützt nach § 2 DSchG     | BW |
|                | Stallscheuer Eckstraße 8                               | Korb, Eckstraße 8 (Karte)                              | 1893                   | Erhaltenswertes Gebäude      | BW |
|                | Wohnhaus Eckstraße 10                                  | Korb, Eckstraße 10 (Karte)                             | 18. Jahrhundert        | Erhaltenswertes Gebäude      | BW |
|                | Wohnhaus Eckstraße 10                                  | Korb, Eckstraße 10 (Karte)                             | Ende 19. Jahrhundert   | Erhaltenswertes Gebäude      | BW |
| Weitere Bilder | Kirche                                                 | Korb, Eckstraße 11 (Karte)                             | 15. Jahrhundert        | Geschützt nach § 2 DSchG     |    |
|                | Forstweg Forstweg                                      | Korb, Forstweg (Karte)                                 |                        | Erhaltenswerte Straße        | BW |
|                | Ehem. Gasthof Lindenweg 4 – Sennfelder Straße 3 und 3a | Korb, Lindenweg 4 – Sennfelder Straße 3 und 3a (Karte) | 17. Jahrhundert        | Geschützt nach § 2 DSchG     | BW |
|                | gusseiserner Laufbrunnen                               | Korb, Lindenweg (Karte)                                | 1911                   | Geschützt nach § 2 DSchG     | BW |
|                | Gehöft Mittelweg 1                                     | Korb, Mittelweg 1 (Karte)                              | 1901                   | Erhaltenswertes Gebäude      | BW |
|                | Wohnhaus Mittelweg 2                                   | Korb, Mittelweg 2 (Karte)                              | 18. Jahrhundert        | Geschützt nach § 2 DSchG     | BW |
|                | Wohnhaus mit ehem. Synagoge Sennfelder Straße 4        | Korb, Sennfelder Straße 4 (Karte)                      | 18. Jahrhundert        | Geschützt nach § 2 DSchG     |    |
|                | Rat- und Schulhaus Sennfelder Straße 5                 | Korb, Sennfelder Straße 5 (Karte)                      | 1878                   | Geschützt nach § 2 DSchG     |    |
|                | Wohnstallhaus Sennfelder Straße 12                     | Korb, Sennfelder Straße 12 (Karte)                     | 18. Jahrhundert        | Geschützt nach § 2 DSchG     | BW |
|                | Widderner Straße Widderner Straße                      | Korb, Widderner Straße (Karte)                         |                        | Erhaltenswerte Straße        | BW |
|                | Evang. Pfarrhaus Widderner Straße 11                   | Korb, Widderner Straße 11 (Karte)                      | 1747                   | Geschützt nach § 2 DSchG     | BW |
|                | Gewölbekeller Widderner Straße 19                      | Korb, Widderner Straße 19 (Karte)                      | frühes 16. Jahrhundert | Geschützt nach § 2 DSchG     | BW |

## Ruchsen
Basis ist die Ortsanalyse zur Ortskernsanierung Möckmühl-Ruchsen aus dem Jahr 2005.

| Bild | Bezeichnung                                      | Lage                                                 | Datierung                  | Beschreibung                                         | ID |
| ---- | ------------------------------------------------ | ---------------------------------------------------- | -------------------------- | ---------------------------------------------------- | -- |
|      | Fachwerkgebäude Baulandstraße 1                  | Ruchsen, Baulandstraße 1 (Karte)                     | 18. Jahrhundert            | Erhaltenswertes Gebäude                              | BW |
|      | Wohnhaus Baulandstraße 11/13                     | Ruchsen, Baulandstraße 11/13 (Karte)                 | 1795                       | Erhaltenswertes Gebäude                              |    |
|      | Kelter Baulandstraße 18                          | Ruchsen, Baulandstraße 18 (Karte)                    | 2. Hälfte 18. Jahrhundert  | Geschützt nach § 2 DSchG                             |    |
|      | Kellerhaus Baulandstraße 20                      | Ruchsen, Baulandstraße 20 (Karte)                    | 18./frühes 19. Jahrhundert | Geschützt nach § 2 DSchG                             |    |
|      | Milchhäuschen                                    | Ruchsen, Baulandstraße (Karte)                       | 1928                       | Erhaltenswertes Gebäude                              |    |
|      | Doppelwohnhaus Burggasse 9/11                    | Ruchsen, Burggasse 9/11 (Karte)                      | 1863                       | Erhaltenswertes Gebäude                              |    |
|      | Kellerhaus Burggasse 15                          | Ruchsen, Burggasse 15 (Karte)                        | 19. Jahrhundert            | (Sachgesamtheit mit Nr. 17) Geschützt nach § 2 DSchG |    |
|      | Kellerhaus Burggasse 17                          | Ruchsen, Burggasse 17 (Karte)                        | 19. Jahrhundert            | (Sachgesamtheit mit Nr. 15) Geschützt nach § 2 DSchG |    |
|      | Ehemalige Fabrik                                 | Ruchsen, Fabrikstraße 11 (Karte)                     | Spätes 19. Jahrhundert     | Erhaltenswertes Gebäude                              |    |
|      | Wohnhaus Jagsthäuser Straße 2                    | Ruchsen, Jagsthäuser Straße 2 (Karte)                | 1914                       | Erhaltenswertes Gebäude                              |    |
|      | Gehöft Jagsthäuser Straße 8                      | Ruchsen, Jagsthäuser Straße 8 (Karte)                | 19. Jahrhundert            | Erhaltenswertes Gebäude                              | BW |
|      | Ehem. Gasthaus "Zum Ochsen"                      | Ruchsen, Jagsthäuser Straße 10 (Karte)               | 1788                       | Geschützt nach § 2 DSchG                             |    |
|      | Wohnhaus Jagsthäuser Straße 14                   | Ruchsen, Jagsthäuser Straße 14 (Karte)               | 1862                       | Erhaltenswertes Gebäude                              |    |
|      | Wohnhaus Rathausgasse 6                          | Ruchsen, Rathausgasse 6 (Karte)                      | spätes 19. Jahrhundert     | Erhaltenswertes Gebäude                              | BW |
|      | Fachwerkscheune Rathausgasse 7                   | Ruchsen, Rathausgasse 7 (Karte)                      | 1876                       | Erhaltenswertes Gebäude                              | BW |
|      | Ehemaliges evangelisches Pfarrhaus               | Ruchsen, Römerstraße 2 (Karte)                       | Ende des 18. Jahrhunderts  | Geschützt nach § 2 DSchG                             |    |
|      | Ehemalige Gastwirtschaft mit Saal                | Ruchsen, Römerstraße 4 (Karte)                       |                            | Erhaltenswertes Gebäude                              |    |
|      | Wohnhaus Römerstraße 7                           | Ruchsen, Römerstraße 7 (Karte)                       | 1583                       | Geschützt nach § 2 DSchG                             |    |
|      | Wohnhaus Römerstraße 8                           | Ruchsen, Römerstraße 8 (Karte)                       | 2. Hälfte 16. Jahrhundert  | Geschützt nach § 2 DSchG                             |    |
|      | Evangelische Pfarrkirche                         | Ruchsen, Römerstraße 9 (Karte)                       | 1823                       | Geschützt nach § 2 DSchG                             |    |
|      | Scheuer Römerstraße 10                           | Ruchsen, Römerstraße 10 (Karte)                      | 1809                       | Geschützt nach § 2 DSchG                             |    |
|      | Einhaus Römerstraße 11                           | Ruchsen, Römerstraße 11 (Karte)                      | 1620                       | Geschützt nach § 2 DSchG                             |    |
|      | Scheuer Römerstraße 12                           | Ruchsen, Römerstraße 12 (Karte)                      | 18. Jahrhundert            | Geschützt nach § 2 DSchG                             | BW |
|      | Wohnhaus Römerstraße 14                          | Ruchsen, Römerstraße 14 (Karte)                      | 18. Jahrhundert            | Geschützt nach § 2 DSchG                             | BW |
|      | Wohnhaus Römerstraße 15                          | Ruchsen, Römerstraße 15 (Karte)                      | 17./frühes 18. Jahrhundert | Geschützt nach § 2 DSchG                             |    |
|      | Wohnstallhaus Römerstraße 16                     | Ruchsen, Römerstraße 16 (Karte)                      | 1789                       | Geschützt nach § 2 DSchG                             |    |
|      | Ehem. Gasthaus zur Krone Römerstraße 19          | Ruchsen, Römerstraße 19 (Karte)                      | um 1790                    | Erhaltenswertes Gebäude                              |    |
|      | Wohnstallhaus Römerstraße 28                     | Ruchsen, Römerstraße 28 (Karte)                      | spätes 18. Jahrhundert     | Geschützt nach § 2 DSchG                             |    |
|      | Stallscheuer Römerstraße 30                      | Ruchsen, Römerstraße 30 (Karte)                      | 1900                       | Geschützt nach § 2 DSchG                             |    |
|      | Doppelwohnhaus Schmiedgasse 5/7                  | Ruchsen, Schmiedgasse 5/7 (Karte)                    | 2. Hälfte 16. Jahrhundert  | Geschützt nach § 2 DSchG                             |    |
|      | Gehöft Schmiedgasse 8                            | Ruchsen, Schmiedgasse 8 (Karte)                      | Mitte 16. Jahrhundert      | Geschützt nach § 2 DSchG                             |    |
|      | Scheuer Schmiedgasse 10                          | Ruchsen, Schmiedgasse 10 (Karte)                     | 18. Jahrhundert            | Geschützt nach § 2 DSchG                             |    |
|      | Häusergruppe Weinbergsteige 9-11, Rathausgasse 8 | Ruchsen, Weinbergsteige 9-11, Rathausgasse 8 (Karte) | um 1840                    | Erhaltenswertes Gebäude                              | BW |
|      | Ehem. Rathaus Weinbergsteige 13                  | Ruchsen, Weinbergsteige 13 (Karte)                   | 1803                       | Geschützt nach § 2 DSchG                             |    |
|      | Wohnhaus mit Scheune Weinbergsteige 14           | Ruchsen, Weinbergsteige 14 (Karte)                   | 1810                       | Erhaltenswertes Gebäude                              | BW |
|      | Wohnhaus Weinbergsteige 16                       | Ruchsen, Weinbergsteige 16 (Karte)                   | um 1780                    | Erhaltenswertes Gebäude                              |    |

## Züttlingen
Basis ist die Ortsanalyse zur Ortskernsanierung Möckmühl-Züttlingen aus dem Jahr 2005.

| Bild           | Bezeichnung                                    | Lage                                              | Datierung              | Beschreibung              | ID |
| -------------- | ---------------------------------------------- | ------------------------------------------------- | ---------------------- | ------------------------- | -- |
| Weitere Bilder | Friedhof Badweg 4/1, 90/1, 90/2                | Züttlingen, Badweg 4/1, 90/1, 90/2 (Karte)        |                        | Geschützt nach § 2 DSchG  |    |
|                | Wohngebäude Brückenstraße 2                    | Züttlingen, Brückenstraße 2 (Karte)               | 19. Jahrhundert        | Erhaltenswertes Gebäude   | BW |
|                | Ehemalige Rübenzuckerfabrik                    | Züttlingen, Brückenstraße 10 (Karte)              | 1870                   | Erhaltenswertes Gebäude   | BW |
|                | Bahnhof Brückenstraße 37                       | Züttlingen, Brückenstraße 37 (Karte)              | um 1870                | Geschützt nach § 2 DSchG  |    |
|                | Frankenstraße                                  | Züttlingen, Frankenstraße (Karte)                 |                        | Erhaltenswerte Straße     | BW |
|                | Wohngebäude Frankenstraße 1                    | Züttlingen, Frankenstraße 1 (Karte)               | 18. Jahrhundert        | Erhaltenswertes Gebäude   | BW |
|                | Wohngebäude Frankenstraße 10                   | Züttlingen, Frankenstraße 10 (Karte)              | 18. Jahrhundert        | Erhaltenswertes Gebäude   | BW |
|                | Stallscheune Frankenstraße 10                  | Züttlingen, Frankenstraße 10 (Karte)              | 1857                   | Geschützt nach § 2 DSchG  | BW |
|                | Wohnhaus Frankenstraße 11                      | Züttlingen, Frankenstraße 11 (Karte)              | 18. Jahrhundert        | Geschützt nach § 2 DSchG  | BW |
|                | Wohnhaus Frankenstraße 15                      | Züttlingen, Frankenstraße 15 (Karte)              | 19. Jahrhundert        | Geschützt nach § 2 DSchG  | BW |
|                | Wohngebäude Frankenstraße 18                   | Züttlingen, Frankenstraße 18 (Karte)              | 18. Jahrhundert        | Erhaltenswertes Gebäude   | BW |
|                | Altes evangelisches Pfarrhaus Frankenstraße 23 | Züttlingen, Frankenstraße 23 (Karte)              | 18. Jahrhundert        | Geschützt nach § 2 DSchG  | BW |
|                | Wohngebäude Frankenstraße 27                   | Züttlingen, Frankenstraße 27 (Karte)              | 19. Jahrhundert        | Erhaltenswertes Gebäude   | BW |
|                | Wohngebäude Frankenstraße 45                   | Züttlingen, Frankenstraße 45 (Karte)              | 1839                   | Erhaltenswertes Gebäude   | BW |
|                | Gebäudegruppe Jahnstraße 4-14                  | Züttlingen, Jahnstraße 4-14 (Karte)               | Anfang 20. Jahrhundert | Erhaltenswertes Gebäude   | BW |
|                | Ehem. Gasthaus „Zum Lamm“ Lammstraße 4         | Züttlingen, Lammstraße 4 (Karte)                  | 18. Jahrhundert        | Geschützt nach § 2 DSchG  | BW |
|                | Doppelwohnhaus Lammstraße 8 und 10             | Züttlingen, Lammstraße 8 und 10 (Karte)           | 18. Jahrhundert        | Erhaltenswertes Gebäude   | BW |
|                | Evangelisches Pfarrhaus                        | Züttlingen, Neuenstadter Straße 5 (Karte)         | um 1880                | Geschützt nach § 2 DSchG  | BW |
|                | Kriegerdenkmal                                 | Züttlingen, Neuenstadter Straße bei Nr. 5 (Karte) |                        | Geschützt nach § 2 DSchG  |    |
|                | Evangelische Pfarrkirche                       | Züttlingen, Neuenstadter Straße 7 (Karte)         | 1856/57                | Geschützt nach § 28 DSchG | BW |
|                | Ehem. Schul- und Rathaus                       | Züttlingen, Neuenstadter Straße 9 (Karte)         | 1874                   | Erhaltenswertes Gebäude   | BW |
|                | Wohngebäude Neuenstadter Straße 12             | Züttlingen, Neuenstadter Straße 12 (Karte)        | Um 1900                | Erhaltenswertes Gebäude   | BW |
|                | Katholische Filialkirche                       | Züttlingen, Neuenstadter Straße 18 (Karte)        | Um 1880                | Geschützt nach § 2 DSchG  |    |
|                | Wohngebäude Nordstraße 4                       | Züttlingen, Nordstraße 4 (Karte)                  | 1897                   | Erhaltenswertes Gebäude   | BW |
|                | Ehem. Kelter/Kindergarten Nordstraße 8         | Züttlingen, Nordstraße 8 (Karte)                  |                        | Geschützt nach § 2 DSchG  | BW |